# المكانية الرقمية
المكانية الرقمية: أهمية الموقع في عالم متشابك (بالإنجليزية: Net Locality: Why Location Matters in a Networked World)‏ كتاب من تأليف إريك جوردون وأدريانا دي سوزا إي سيلفا. ترجمه للعربية محمد حامد درويش وراجعه أحمد شكل.
عمل المؤلِّفَان كل واحدٍ منهما في قارةٍ منفصلةٍ، وكتبا كتابًا عن أهمية الموقع الجغرافي؛ فبوجود أحدهما في بوسطن وتنقُّل الآخَر بين مدينة رالي عاصمة ولاية كارولاينا الشمالية ومدينة كوبنهاجن بالدنمارك، لاقَيَا التحديات التي يمكن أن يفرضها التباعد الجغرافي. ومع ذلك فقد عملا معًا — من خلال تويتر والمراسلة الفورية والبريد الإلكتروني وسكايب، وغيرها من التكنولوجيات المختلفة والمتنوعة — على كتابة كتابٍ يمثِّل تحليلًا وشهادة في آنٍ واحدٍ لقوة الموقع الجغرافي ومرونته في عالم مترابط شبكيًّا.

## مقدمة
في شباط / يناير عام 2010 بدأت جوجل في دمج بيانات الموقع الجغرافي في كل بحث؛ فموقعُ عنوان بروتوكول الإنترنت (عنوان الآي بي) الخاص بكمبيوتر مكتبي، أو إحداثيات النظام العالمي لتحديد المواقع لهاتفٍ ما، صارت عواملَ مؤثرةً في نتائج البحث. ويستعلم العديد من تطبيقات آي فون من المستخدِم عن موقعه قبل البدء، وحتى لو لم يوجد استخدامٌ فوري واضح للموقع فإن البيانات تُجمَع تحسُّبًا لوجودِ قيمةٍ مستقبلية لها. الحقيقةُ المجردة أن البيانات المستخدَمة في سياق محلي مفيدة وعملية؛ فهي تُحوِّل الصلة التي كانت مجازية فحسب فيما مضى إلى صلة طبيعية. إنها تأخذ الشبكة العنكبوتية العالمية بكل اختلافها وتضعها حيثما تكون أنت؛ فلا حاجةَ للولوج إلى الشبكة العنكبوتية العالمية أو حتى الذهاب إلى مكانٍ ما للوصول إليها. هذه هي «المكانية الرَّقْمِيَّة». تنطوي الْمَكَانِيَّة الرَّقْمِيَّة على شيوع المعلومات الشبكية؛ وهي مقارَبة ثقافية نحو شبكة المعلومات عندما تتناغم بحميميةٍ مع حقائق الحياة اليومية المدرَكة حسيًّا. لم نَعُدْ نَلِجُ إلىالشبكة العنكبوتية العالمية، ولكن الشبكة العنكبوتية العالمية صارت حولنا في كل مكان. وهذا أمر جذَّاب، فهو يُمنِّي بتجاوُز مشكلات الازدواجية؛ حيث نقضي أيامَ العمل الأسبوعية في عالَمنا المادي، والعطلات الأسبوعية في العالَم الافتراضي.
إمكانيةُ الدخول إلى شبكة عالمية للمعلومات مع التواجُد في شارعٍ محليٍّ، أو حي سكني، أو بلدة، أو مدينة؛ يمكن أن تُعِيد ترتيبَ طريقة تعامُل الفرد مع نطاق خبرة المستخِدم. لم يَعُدِ الشارع محدودًا بالأفق المُدرَك حسيًّا للشخص الذي يسير فيه؛ إذ إن شبكة المعلومات التي يمكن الدخول إليها من جهازٍ محمولٍ تضيف إليه الكثير، ومن الممكن لمدينة ريفية صغيرة، منعزلة جغرافيًّا عن بقية العالم، أن تكون عالميةً بسبب دمج المعلومات بشوارعها. وعلى ذلك، فالطريقة التقليدية التي أدرَكَ بها الجغرافيون مفهومَ النطاق لم تَعُدْ دقيقةً. المكانيةُ الرَّقْمِيَّة تجعل الجغرافيا أكثرَ سلاسةً، دون أن تمحو أبدًا أهميتَها، مثلما كان يُخْشَى في تسعينيات القرن الماضي.
وبالمثل، تصبح الجغرافيا المنطقَ التنظيمي الشبكة العنكبوتية العالمية؛ فيمكن لفضاءات تفاعُلِنا أن تَنشأ ضمن نطاقات متعددة ومتزامنة. فتطبيق مثل يِلب (خدمة بحث وتعليق معتمدة على الموقع) — على سبيل المثال — يربط بين الأشخاص والأشياء القريبة منهم بشبكةٍ معلوماتيةٍ ممتدة، يمكن أن تكون عالميةً. وبينما يعطي أولويةً للمكان في نتائج البحث — مثلما قد يعطي المرءُ أولويةً للسعر عند إجراء بحثٍ تقليديٍّ على الشبكة العنكبوتية العالمية — فهو يُمَكِّن المستخدِم من الحركة بسلاسةٍ بين ما هو قريب فعليًّا وما هو قريب نظريًّا؛ فإيجادُ متجرٍ قريب لبيع الكعك يقبع على بُعْدِ نقرةٍ واحدة من القراءة حول متجرٍ للكعك في الطرف الآخر من العالم. يحدث هذا التصغير للنطاق في عددٍ من الجبهات: من تصفُّح الشبكة العنكبوتية العالمية، إلى حضورِ اجتماعٍ في الحي، حتى استخدام تطبيقٍ للواقع المعزَّز لرؤية الشارع الذي سرتَ فيه مئات المرات بصورةٍ مختلفة بعض الشيء عمَّا مضى.
تعتمد المكانيةُ الرَّقْمِيَّة بوجهٍ عامٍّ على الأدوات التكنولوجية التي تجعلها ممكنةً، ولكن الأدوات نتاجٌ للاحتياجات الاجتماعية ولا شك؛ فعلى سبيل المثال: لم تكن المطرقة لتوجد لولا الحاجة إلى دقِّ المسامير في الخشب. وعلى غرار ذلك، استُخدِم النظام العالمي لتحديد المواقع، وتحديد الهُوِيَّة بالموجات الراديوية، وتحديد المواقع عبر الواي فاي وتكنولوجيات تحديد المواقع الأخرى لتخزين المعلومات على الإنترنت واسترجاعها، بسبب الرغبة الاجتماعية لتحديد موقعنا بالنسبة إلى المعلومات. ومن المؤكَّد أنه عندما تُبتكَر الأدوات، تأتي باحتمالاتِ استخدامٍ جديدة. فلم يكن من الممكن تطوير لعبة تعتمد على الموقع، مثل فورسكوير، لولا وجود الجي بي إس، والبحث عبر الإنترنت، والهواتف الذكية، والأجهزة المماثلة. يتقدَّم الإدراك المكاني بالتوازي مع التكنولوجيات التي تُتِيحه، وهو سببٌ ونتيجةٌ لاستخدام هذه التكنولوجيات على حدٍّ سواء.
ومع ذلك، فعندما تَجُول فكرةُ الْمَكَانِيَّة الرَّقْمِيَّة بأذهان غالبية الناس، فإنها تستدعي صورةَ عالَمٍ بائس من المراقبة والترصُّد أكثر ممَّا تستدعي صورة التطورات المفيدة للمجتمع. وقلَّمَا نُبْدِي أيَّ انزعاجٍ تجاهَ إعلانات جوجل الموجَّهة المستندة إلى عمليات البحث السابقة، ولكنْ حينما يُنْقَل هذا الإعلانُ المُلِم بالبيئة المحيطة إلى العالَم المادي، فإنه يعكس على نحوٍ ما اختراقًا مُقلِقًا لفضائنا الشخصي المُتصوَّر. إن تفاصيل هذا المشهد لم تَعُدْ خيالًا علميًّا، ولكنها صارت واقعًا؛ فالتقنياتُ القادرة على ابتكار هذا النوع من اللوحات التفاعلية متاحةٌ تمامًا، ولكنها تظل محصورةً في الإطار النظري فقط لكونها تخرق إدراكَنا المكاني الحالي، وتطلب منَّا أن نَقْبَل بشيوع الأمكنة الرَّقْمِيَّة.

## تنظيم الشبكة العنكبوتية العالمية

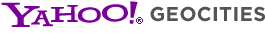
ياهوو! جيوسيتيز

أنشأ ديفيد بونيت وجون ريزنر عام 1994 شركةَ استضافةِ مواقع إنترنت تُدعَى بيفرلي هيلز إنترنت. والذي بدأ بفكرةٍ مبتكرة، وهي استعمال أسماء الأحياء السكنية لتنظيم وتصنيف صفحات الإنترنت؛ فالمستخدمون، أو كما كان يُطلَق عليهم «مُلَّاك العقارات السكنية»، كان بمقدورهم إقامة صفحاتِهم على الشبكة العنكبوتية العالمية مجانًا داخل الحي السكني الافتراضي الذي يختارونه، وأُعطِيَت كلُّ صفحة ويب عنوانًا إلكترونيًّا (يو آر إل) فريدًا، شمل اسمَ الحي السكني وعنوانَ الشارع، وحملت الأحياء الأولى أسماءً مثل: «كولسيوم»، و«هوليوود»، وروديو درايف، و«صنست ستريب»، ووول ستريت، وويست هوليوود. كانت الفكرة هي أن ينجذب المستخدمون إلى اسم الحي الذي يعكس اهتماماتهم على أفضلِ نحوٍ؛ فعلى سبيل المثال: الموقع الإلكتروني الترفيهي سيكون في «هوليوود»، والموقع الإلكتروني المالي في وول ستريت، والموقع الإلكتروني الموسيقي في «صنسيت ستريب». والواقع أن تلك «الأحياء» بدأت تصبح ذاتَ أهميةٍ للناس خلال معاناتهم لإيجاد مكانٍ على الويب لصفحاتهم الرئيسية. وفي كانون الأول / ديسمبر 1995، توسَّعَتْ شركة بيفرلي هيلز إنترنت إلى ١٤ حيًّا، شملت «طوكيو» و«باريس» و«سيليكون فالي»، وتغيَّرَ اسمها رسميًّا ليصبح جيوسيتيز.

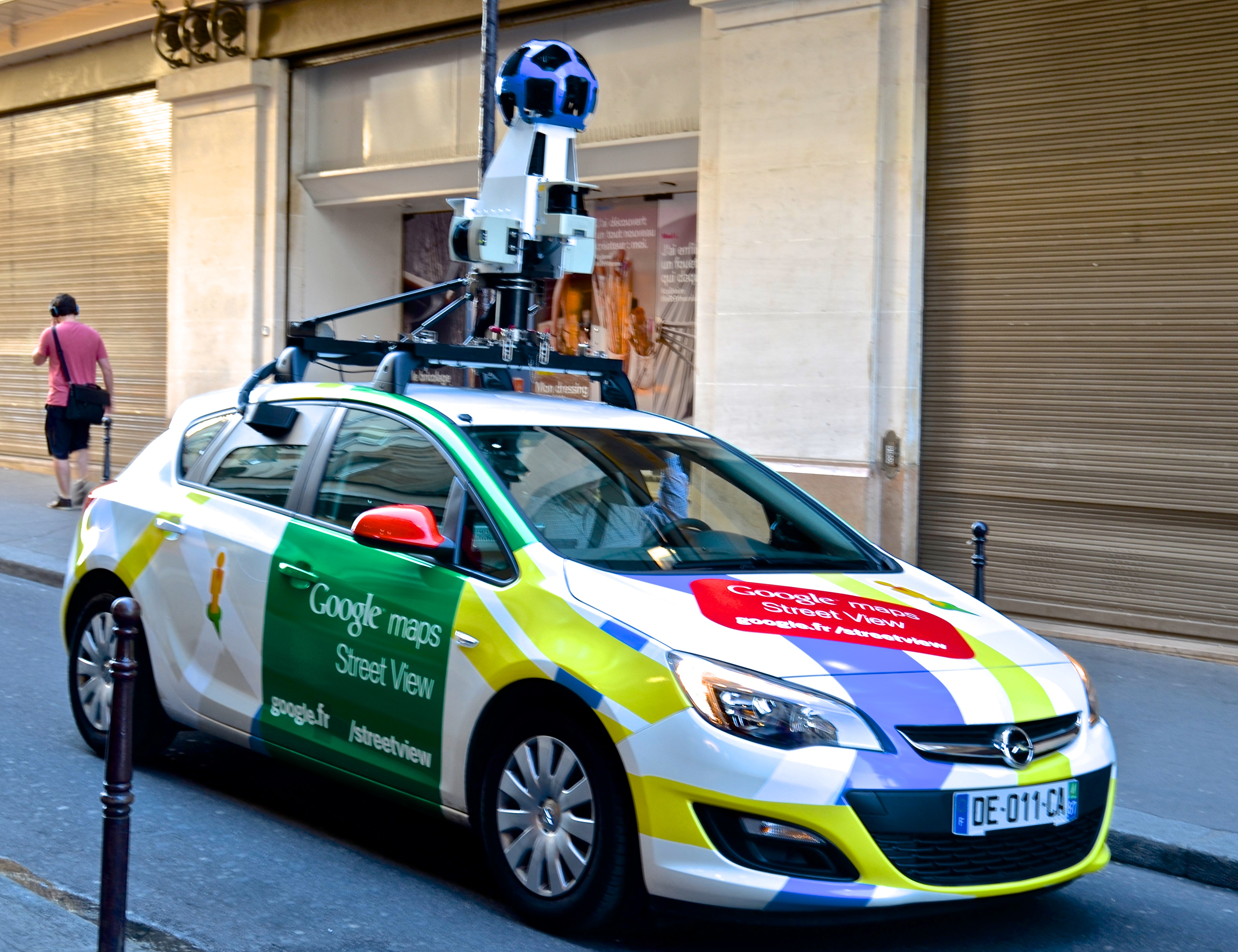
سيارة خرائط جوجل، باريس مايو 2014

أدَّت جوجل دورًا فعَّالًا في إعادة إنتاج هذه الكمية الضخمة من البيانات المتاحة؛ حيث ساهَمَ محركُ البحث في تحويل الشبكة العنكبوتية العالمية من قاعدة بيانات غير عملية من المعلومات المصنفة بعنايةٍ، إلى كومةٍ من المعلومات المتفرِّقة يمكن تجميعها بمرونة؛ فمثلًا: لم يَعُدْ ضروريًّا أن تقبع صفحاتُ الشبكة العنكبوتية العالمية الشخصية التي تحتوي صورًا للقطط وكلمات الأغاني المفضَّلة داخل حي «سيليكون فالي»، ولكن أصبح بالإمكان العثور عليها بالبحث عن «قطط» أو اسم مؤلِّفك الموسيقي المفضَّل. جعلَتْ جوجل كوْنَ المعلومات متفرقاتٍ أمرًا مقبولًا، حيث جعلت غياب التصنيف للمعلومات أمرًا لا مناصَ منه.
وعلى مدى 15 عامًا منذ تطوير جيوسيتيز، تغيَّرَت الشبكة العنكبوتية العالمية تغيُّرًا كبيرًا؛ فزاد تواصُل الأشخاص اجتماعيًّا، واستهلاكُهم المواد الترفيهية والأخبار، وبحْثُهم عن المعلومات على الإنترنت. لم نَعُدْ نزور المواقعَ الإلكترونية فعليًّا، بل صرنا نزور الشبكة العنكبوتية العالمية نفسها ببساطة. وبسبب الانتشار الكبير للشبكة العنكبوتية العالمية، نجد أنه لم يَعُدْ بَنَّاءً أن نميز بين الشبكة العنكبوتية العالمية (التي تُفهَم بين مستخدِمِي الشبكة العنكبوتية العالمية عادة على أنها المحتوى الكائن داخل المتصفحات) وبين الإنترنت؛ وهي البنية التحتية للشبكات التي تجعلها جميعًا ممكنة. فجميع ما سبق هو الشبكة العنكبوتية العالمية. ومثلما يظل البرنامج التليفزيوني برنامجًا تليفزيونيًّا حتى إنْ عُرِض على الشبكة العنكبوتية العالمية، فإن الشبكة العنكبوتية العالمية تجاوَزَت عتادها المادي وبرمجياتها، وأصبحت تدل على شبكة المحتوى التي تسود ساحةَ اتصالنا.
تمتد الشبكة العنكبوتية العالمية الآن إلى المواقع المادية. عندما تتاح للناس فرصةُ إدراجِ بياناتٍ أولية في خرائط مجمَّعة ، والدخول إلى الشبكة العنكبوتية العالمية من هواتفهم المحمولة ذات الإدراك المكاني، فثمة مُجددًا تغييرٌ هائلٌ في كيفية تنظيم المعلومات: من «أرضٍ قاحلةٍ مليئة ببيانات غير مُنقَّحة» يُشار إليها عادةً ب «الفضاء الرقمي»، إلى خريطةٍ للمعلومات موضوعةٍ في سياق مادي. فالمنطق التنظيمي الجديد للشبكة العنكبوتية العالمية صار يعتمد على الموقع المادي، وصارَتْ أشكالُ المعلومات التي نجدها ونصل إليها على الشبكة تعتمد بقدر متزايد على مكاننا.
هذا الارتباط مع المواقع المادية لا يمثِّل فقط منطقًا جديدًا لتنظيم المعلومات على الشبكة، ولكن يمثِّل أيضًا تغيُّرًا جذريًّا في طريقةِ فهمنا للشبكة العنكبوتية العالمية ذاتها. مثَّلَتْ جيوسيتيز أسلوبًا للتفكير في الشبكة العنكبوتية العالمية وَضَعَ عالَمَ المعلومات بمعزل عن العالَم المادي. وبالصياغة الشهيرة لنيكولاس نيجروبونتي (١٩٩٥)، كان يوجد اختلاف جَلِيٌّ «بين الذرَّات والبِتَّات»؛ فما كان ممكنًا في عالَم المعلومات الخالصة كان شديدَ الاختلاف عمَّا هو ممكنٌ في عالمنا المادي الذي تحكمه قوانين الفيزياء. أما الآن، فما يجري تنظيمه ليس فقط المعلومات، ولكن أيضًا العالَم المادي الذي يحتويها.

### توسيع نطاق الشبكة العنكبوتية العالمية
كان الاعتقادُ بأن عالم الذرات مختلف عن عالم البِتَّات ناتجًا إلى حد ما عن التقنيات التي كنا نستخدمها للاتصال بالشبكة العنكبوتية العالمية؛ فاستخدام كمبيوتر مكتبي ثابت «للولوج» إلى الشبكة العنكبوتية العالمية كان يعني عادةً حتميةَ أنْ يكون المستخدمون جالسين أمام شاشةٍ، وهو وضعٌ حالَ دون الكثير من الأنشطة في العالم المادي. وإضافةً إلى ذلك، فإن خبرة تصفُّح الشبكة العنكبوتية العالمية غالبًا ما كانت خبرةً فرديةً. وحتى لو كان الغرض من دخول الشبكة العنكبوتية العالمية هو الانخراط اجتماعيًّا مع الآخرين، فإن انتشار العوالم الافتراضية وغرف المحادثات على الإنترنت، قاد الكثيرين إلى الاعتقاد بأننا قد ينتهي بنا الحال إلى التواصل فيما بيننا في المقام الأول في فضاءات رقمية. قاد ذلك إلى الاعتقاد بأنه لو استطاعت الشبكة العنكبوتية العالمية أن تعطينا إحساسَ «التواجُد في مكانٍ ما»، فلن توجد حاجةٌ إلى الخروج للفضاءات العامة والتواصُل اجتماعيًّا مع الآخرين وجهًا لوجه.
بعد مرور خمس سنوات على اختراع أول عالَمٍ افتراضيٍّ على الإنترنت — «الزنزانة المتعدِّدة المستخدمين» (إم يو دي) التي ابتكَرَها ريتشارد بارتل وروي ترابشو — وصفَتْ روايةُ الخيال العلمي «نيورومانسر» (١٩٨٤) لويليام جيبسون عالَمًا معلوماتيًّا يُدعَى المصفوفة، ويتصل به المستخدمون بواسطة شرائح عصبية مزروعة فيهم. في هذا العالَم، يستطيع الأشخاص حرفيًّا أنْ «يُجْرُوا عمليةَ تنزيلٍ رقمية لأدمغتهم»، وأن يتخلَّوْا عن أجسادهم المادية. الشخصية الرئيسية في هذه الرواية وهي «كيس» تنال عقابًا في بداية القصة؛ فلا يعود في استطاعتها الاتصال بالفضاء الرقمي، وتظل حبيسَة جسدها المادي. وثمة شخصيةٌ أخرى هي «بوف» ليست سوى وجهةَ نظرِ، وتتكون كليًّا من بياناتٍ، وهي متحررة تمامًا من جسدها المادي. استمر هذا التصور طوال تسعينيات القرن العشرين، وجُسِّد في كتبٍ مثل «مايند تشيلدرن» لهانز مورافيتش، وأفلامٍ مثل ترون (كوشنر وستيفن ليزبرجر، 1983)، وماتريكس (أوزبورن واتشوسكي وواتشوسكي، 1999)، وفيلم الطابق الثالث عشر (إيميريش وآخرين، 1999). وباقتران هذه المراجع الروائية مع المجال الأكاديمي الناشئ لدراسات الإنترنت أسَّسا نموذجًا للتفكير بشأن الشبكة العنكبوتية العالمية، كان كامنًا بشدةٍ في مفهوم أن الشبكات الرَّقْمِيَّة تمضي بالتوازي مع «الحياة الحقيقية»، ولكنها تظل منفصلةً عنها.
دفعت إمكانية التواصل اجتماعيًّا مع الناس عن طريق الشبكة بعضَ الأشخاص للقلق من احتمالية اختفاء الفضاءات العامة النابضة بالحياة؛ فلو أنَّ في استطاعة المرء أنْ ينجز كلَّ شيء عن طريق الإنترنت — كالعمل والتسوق والمعاملات البنكية وطلب الطعام — فما الداعي لمغادرة المنزل؟ ولا شك أن استعمال الهواتف المحمولة والاتصال بالإنترنت من خلالها ساهَمَا في تحرير الناس من فضاءات أعمالهم الثابتة وقيامهم بأنشطة أثناء الحركة مثل: الحديث، والتسوق، والتنسيق مع الآخرين. لهذه الأسباب، كثيرًا ما كان يُنظَر إلى الهواتف المحمولة أيضًا على أنها تفصل الناسَ عن أماكنهم المادية، والأهم من ذلك أنها تفصلهم عن التفاعل الاجتماعي في تلك الأماكن. في مرحلةٍ ما شعر كلُّ شخصٍ منَّا بالانزعاج من استخدام الهواتف المحمولة في المطاعم ووسائل المواصلات العامة وفي الفضاءات العامة.
ولكن الأمر يتعدَّى مجرد الإزعاج؛ فقد غيَّرَ ذلك طريقةَ تفكيرنا في الشبكة العنكبوتية العالمية؛ فلم تَعُدِ البياناتُ متفرقة فقط، ولكنها أصبحت واسعةَ الانتشار ومحدَّدةَ الموقع أيضًا، وتغيَّرَتِ الفكرةُ الرئيسية السائدة بشأن الشبكة العنكبوتية العالمية؛ من الافتراضية إلى الحركية. عكست الدراساتُ الجديدة الطرقَ المتغيِّرة التي يستطيع بها المستخدمون التفاعُلَ مع شبكة الاتصال، وفيما بينهم. وبالرغم من كون القدرة على فعل أشياء (كالتواصُل مع الآخرين والوصول للبيانات) أثناء الحركة ليسَتْ أثرًا مباشرًا لرواج الهواتف ذات الإدراك المكاني، فإنها تحدَّتْ الِافتراضاتِ القديمةَ عن حالة الفضاءات المادية ومفهوم الشبكة العنكبوتية العالمية. ما أُطلِق عليه نموذجُ الحركيات  لا يختصُّ بالشبكة العنكبوتية العالمية وحدها، ولكن تركيزه على الفضاءات المادية والقدرة على الاتصال هيَّأَ الأجواءَ أمام طريقةٍ جديدة للتفكير بشأن ثنائية الافتراضي/المادي. لو أن الاتصال بالشبكة العنكبوتية العالمية خلال تسعينيات القرن العشرين كان يعني التحديقَ في شاشة ثابتة، فاليومَ صار الاتصالُ يعني بصورةٍ متزايدة السيْرَ في فضاءات عامة، ومشاهدة شاشات إعلانية مختلفة، وشراء ملابس، والتحدُّث إلى شخصٍ ما على هاتف محمول.
أغلقَتْ «جيوسيتيز» أبوابها رسميًّا في ٢٦ تشرين الأول / أكتوبر 2009، وتنحَّى جانبًا تصوُّرُ الشبكة بوصفها مدينة رمزية، وترَكَ الساحةَ لواقعية الشبكة العنكبوتية العالمية بوصفها «جزءًا» من المدينة. كلما واصلت معلومات العالَم طريقَها نحو الارتباط بالموقع والقابلية للبحث، وازدادت سرعة الشبكات ذات النطاق العريض والشبكات الخلوية، وارتفع «ذكاء» الأجهزة المحمولة؛ فقَدَت الشبكة العنكبوتية العالمية انفصالَها عن العالَم الذي سعت إلى تصنيفه. «لم تَعُدِ الإشاراتُ إلى الفضاءات المادية على الشبكة العنكبوتية العالمية (مثل: هوليوود وسيليكون فالي) إشاراتٍ رمزيةً إلى المعلومات الرَّقْمِيَّة، بل صارت الفضاءات المادية هي سياق هذه المعلومات.» لم يَعُدْ بمقدورنا الحديث عن حياتنا «الحقيقية» وحياتنا الرَّقْمِيَّة، يمكننا فقط الحديث عن الواجهات البينية التي تتجمع خلالها قنوات اتصالنا المتعددة (وجهًا لوجه، والرسائل الإلكترونية، والرسائل النصية القصيرة، ووسائل أخرى كثيرة). في تسعينيات القرن العشرين سيطرَتْ فكرةُ «المدينة الافتراضية» على أخيلة الناس، أما في وقتنا الحاضر، فلا توجد مدينة شبكة عنكبوتية عالمية رقمية، وبدلا من ذلك، بالنسبة إلى غالبية الناس، لا توجد مدينة مادية دون الشبكة العنكبوتية العالمية.

### الإدراك المكاني
شَكِّلت الخدمات المعتمدة على الموقع القطاعَ الأسرع نموًّا في مجال تكنولوجيات الشبكة العنكبوتية العالمية. ومن بين الخدمات المعتمدة على الموقع، تُعَدُّ الملاحةُ الشخصية (وهي خدمات تتيح للمستخدِمين الوصولَ إلى الموقع والبيانات ومشاركتهما مع الأصدقاء) الأسرعَ نموًّا، وكل المؤشرات تدل على أن دمج بيانات الموقع في التطبيقات الاجتماعية والتجارية لن يتباطأ. قاد توافُر بيانات الموقع إلى ظهور تطبيقاتٍ مثل: «جيو تشيرب» أو «تويتر ماب» الذي يضع التغريدات في سياقٍ يعتمد على الإحداثيات الجغرافية، أو «تويت أراوند»، وهو خريطة واقع معزَّز تمزج بين خاصية الكاميرا في الهاتف الذكي والتغريدات المرتبطة بالموقع.
الموقع المكاني شكلٌ متزايد النفع لتجميع البيانات لمتصفِّح الشبكة العنكبوتية العالمية على الأجهزة الثابتة، ولكنه «أساسي» بالنسبة إلى تطبيقات الأجهزة المحمولة. ولا شك في أن من خصائص الهواتف المحمولة (الذكية) الرئيسية قدرتها على تحديد مكان الشخص ووضع سياقٍ لتعامُله مع الشبكة العنكبوتية العالمية  فعلى سبيل المثال: تتيح الشبكات الاجتماعية المعتمدة على الموقع، مثل فورسكوير ولوبت، للمستخدمين رؤيةَ مكانِ تواجُد «أصدقائهم» على شاشات هواتفهم المحمولة. وبالمثل، يمكن الإعلانَ المعتمِد على الموقع إيصال قسائم شرائية أينما كان المستخدِم في نطاقٍ محدَّدٍ لمتاجر بعينها، ٥ وتسمح تطبيقات الأجهزة المحمولة التي تتيح التعليقات التوضيحية — مثل «ويكي مي»، و«جيو جرافيتي»، و«مازجات خرائط جوجل» — للأفراد بالوصول إلى المعلومات الخاصة بالأماكن وتحميلها. ولأنه باستطاعة المستخدمين تخصيص المعلومات التي يرغبون في التفاعل معها (أيًّا من الأصدقاء يرغبون في رؤيتهم، وأيَّ قسائم شرائية يرغبون في الحصول عليها، وأيَّ بياناتٍ يرغبون في الوصول إليها)، فالآن يستطيع الناسُ استخدامَ تلك الأجهزة لإضفاء طابعٍ شخصيٍّ على خبراتهم مع الفضاءات المادية والتحكم في تلك الخبرات؛ فالعالم المادي مليء بالمعلومات، ويستطيع مستخدمو الويب تنظيمَ تلك المعلومات في الأماكن التي قد يتواجدون بها.
تحيط قاعدةُ البيانات بنا من كلِّ مكان، وبينما يفتح هذا التصورُ البابَ أمام بعض الاحتمالات المشوِّقة لصِيَغ جديدة من التفاعل مع العالم وفيما بيننا، فليس صعبًا تخيُّل الأخطار الموازية؛ فإحدى عواقب قدرة المرء على تحديد موقع الأشياء والأشخاص هي أنه يمكنك أنت نفسك تحديد موقعك، وقد تكرَّرَتْ كثيرًا نظرةُ الشك والخوف من التكنولوجيات ذات الإدراك المكاني بدعوى التهديدات المحتملة للخصوصية الشخصية والمراقبة العليا والموازية الوشيكة.
ومع ازدياد تَقبُّل الناس لفكرة السماح لأجهزتهم بتتبُّع إحداثياتهم المكانية، ومع تنامي اعتيادهم على تأثير موقع عنوان بروتوكول الإنترنت الخاص بهم على نتائج البحث، ومع توقعاتهم برؤية إعلانات مرتبطة بالموقع، أصبحوا منفتحين على البيئة المحيطة. المراقبةُ أكثر من مجرد كاميرا مخبَّأة وضابطِ شرطةٍ متخفٍّ، فالبيئاتُ المحيطة تتعقَّبُنا من خلال البيانات الشخصية التي نكشفها طوعًا. عندما قدَّمَ روجر كلارك مفهومَ رصد البيانات في عام 1998 ، كان يشير في الأغلب إلى تعقُّب البيانات الشخصية خلسةً باستخدام آلات مركزية، أما في وقتنا الحاضر، فقد جعلَتِ الأجهزةُ ذات الإدراك المكاني رصْدَ البيانات أمرًا طبيعيًّا، بل مكوِّنًا ضروريًّا أيضًا لتعاملاتنا اليومية مع الشبكة العنكبوتية العالمية. فتُعَدُّ مشاركتنا للبيانات أمرًا ضروريًّا لكي نحسن «استخدام» الشبكة العنكبوتية العالمية.
يوفِّر رسم خرائط للمعلومات والناس البنيةَ التحتية التي يمكن من خلالها وضع المستخدم على مسافة نسبية من كل مكان في العالم. ولكننا لا نقول إن المستخدمِين يشعرون بالضرورة بأنهم قد صاروا أقربَ إلى العالم المرسوم في الخرائط؛ فقد أشار الفيلسوف مارتن هايدجر في عام 1971  إلى أن المذياع في خمسينيات القرن العشرين لم يقرِّب بين أنجاء العالَمَ؛ فالاستماع إلى صوت المذيع، بينما يبدو شديدَ القرب كما لوكان بالغرفة ذاتها، ليس في واقع الأمر سوى الفهم الخاطئ لانعدام المسافة. عادةً ما يُشَغِّل الناس المذياع عندما يشعرون بالوحدة، ولكن لا يوجد أي حميمية في الاستماع إلى ذلك الصوت، فقط يوجد انطباعٌ بوجودِ حميميةٍ، وهذه الحميمية في جانبٍ كبيرٍ منها مصطنعة.
في الممارسة الفعلية، للقُرْب المادي والقُرْب عن طريق وسيطٍ، تأثيراتٌ متباينة على سلوك الناس؛ فإذا تصوَّرْنا — مثلًا — شخصين يجلسان متجاورين في حافلة ركاب، فإن لكل منهما مسئوليةً تجاهَ الآخر ليسَتْ موجودةً لدى شخصٍ يستمع إلى آخَر عبر المذياع. فلو جرح الشخصُ الجالس بجوارك ذراعه أثناء جلوسه، فستسأله على الأرجح عمَّا به، أما لو وصَفَ الصوتُ الذي تستمع إليه في المذياع إصابتَه بشيءٍ مماثل، فمن المستبعد تمامًا أن تتصل بمحطة الإذاعة لتسأل عن حالته. تتضح المسافة عندما نتذكر وجودنا في الموقع المادي.
ولكن مع تغيير تكنولوجيات الإدراك المكاني وممارساته الطريقة التي يدرك بها الناس موقعهم المادي، يضيق تدريجيًّا الفارقُ بين القُرْب وانعدام المسافة. يصطنع الإعلامُ المسموع إحساسًا بالحميمية بجعل الأمر يبدو وكأنَّ المذيعَ موجودٌ معك في الغرفة نفسها ويتحدَّث إليك، وهذا الأمر يحدث من طرفٍ واحدٍ فقط؛ فالراجح أن المذيعَ لن يبادِلَ كلَّ مَن يستمع إلى برنامجه هذا الشعورَ نفسه. ولكنْ أن يضع المرءُ نفسَه في موقعٍ يربطه ببقية العالَم، فإن في ذلك تحدِّيًا للتمايُز الصارم بين ما يبدو قريبًا من خلال وسيطٍ وبين ما هو قريب حقًّا. عندما يصبح المرء مُدْرَجًا على خريطة، وموضوعًا في علاقةٍ جغرافيةٍ مع أشياء محددة على الخريطة، فإن ذلك يُوجِد نوعًا من الإحساس بانعدام المسافة، وكأنَّ هناك وصولًا عالميًّا لكل شيء، ولكنْ يوجد مع ذلك شعورٌ بالقرب، وفي هذه الحالة فإنَّ كلَّ شيء يُقاس بالمسافة الفعلية بينه وبين المراقب.
لم يَعُدْ تحديدُ المرء لموقعه مجردَ صورةٍ من المشاركة، مثل إضافةِ تعليقٍ إلى مدونة أو نشرِ تعقيبٍ على يِلب، بل صار يهيِّئ فعليًّا ظروفَ التفاعل ويوفِّر السياقَ الذي تُؤَوَّل المعلومات وتُستخدَم من خلاله؛ ولذلك فإن للموقع أهميةً أكبر مما لبقية صور الهُوِيَّة الشبكية. يَبْني اسمُ المستخدم والصورة التي ترمز إليه (الأفاتار) الهُوِيةَ  أما الموقع فيَبْني الإطار الذي يمكن من خلاله للهُوِيَّة أن تتشكَّل؛ فهو يحدِّد موضعَ المستخدم في شبكةٍ ما، ليس فقط بوصفه عضوًا في مجتمعٍ على الإنترنت، ولكن في علاقته بالشبكة عمومًا. يخلق الوضوحُ الجذري للبيانات المحددة الموقع للمستخدمين «إمكانيةَ» أن يختبروا قُرْبًا ذا مغزًى من الأشياء والأشخاص. إن تحوُّلَ التفاعل الاجتماعي عبر الوسيط من مجرد انعدام المسافة — كما وصفه هايدجر — إلى القُرْب هو مسألة ممارسة.

## الخرائط
أعلن ليور رون — مدير إنتاج جيوسيرش في شركة «جوجل» — في مؤتمر «أين 2.0» الذي عُقِد في أيار / مايو عام 2008  أننا يجب أن نتوقف عن التفكير في تطبيق خرائط جوجل، وأوضح بفخرٍ أننا بدلًا من ذلك نحتاج إلى التفكير في البحث باستخدام جوجل على الخرائط. تشير هذه العبارة إلى الانتقال من تطبيق ويب منفرد له وظيفة محددة إلى طريقة جديدة تمامًا للتفكير في البحث؛ فمعظم المعلومات هي محددة المكان أو قابلة لتحديد مكانها، والخريطة — وفقًا لما قاله رون — يمكن أن تصبح الواجهة العالمية التي نصل من خلالها إلى تلك المعلومات. وقد أوضح فكرتَه بالإعلان عن ثلاث سمات جديدة لخرائط جوجل وهي: روابط لعرض مقالات ويكيبيديا، والصور، والمصادر الإخبارية. بتشغيل هذه السمات، تتحوَّل الخريطة فعليًّا من أداة للملاحة إلى واجهةِ بحثٍ.
وكانت هذه هي فقط أول قطرة من الغيث؛ فقد أعلَنَ رون للحضور أنه بازدياد الإنتاج التلقائي لمعلومات المواقع بواسطة تكنولوجيات الجي بي إس، أو الواي فاي، لن تصبح المعلومات غير محددة الموقع هي القاعدة. وبالفعل فإن معظم الصور الرَّقْمِيَّة موسومةٌ\ بإحداثيات الطول والعرض على مواقع مثل فليكر وبيكاسا، والمقالات الإخبارية مربوطةٌ بمدن وأحياء، بل مربوطة حتى بمربعات سكنية معينة، والتدوينات محدَّد بها مكانَا التحميل والمحتوى، كما هي حال معظم المدونات التي تتبع أسلوبَ التدوين عبر الأجهزة المحمولة (أو ما يُطلَق عليه «موبلوج»).
وفي الآونة الأخيرة، قدَّمَ بليز أغويرا إي أركاس عام 2010 — مصمِّم خرائط بينج الخاصة بشركة مايكروسوفت — تطبيقًا لرسم الخرائط يُحوِّل الخرائط الإلكترونية إلى مشاهدَ ثلاثيةِ الأبعاد اعتمادًا على مستوى التكبير الخاص بالمستخدِم. أما الابتكار الحقيقي في خرائط بينج فهو أنها لا تسمح للمستخدم فقط بالحصول على أي نوع من البيانات الموسومة جغرافيًّا (أيْ محددة الموقع الجغرافي) — كما هو معتاد مع خرائط جوجل — ولكنها تسمح له أيضًا بالوصول إلى البث الحي من كاميرات الشوارع. كما تتيح خرائط بينج أيضًا للمستخدمين الوصولَ إلى بثٍّ حيٍّ من الكاميرات الداخلية في المنازل؛ ومن ثَمَّ لم تَعُدِ الفضاءات الخارجية فقط هي التي تُرسَم لها خرائط، ولكن أيضًا الأماكن الداخلية. وبينما يتواصل تطوير البنية التحتية لتكنولوجيا تحديد المواقع، يصبح الموقع وسيلةً عالمية للبحث عن بيانات العالم.
ثمة صناعة متنامية تتمحور حول عملية تحديد مواقع المعلومات. أُقِيم مؤتمر أين ٢٫٠ — أحد أهم مُلتقَيات العاملين في هذه الصناعة — في عام 2005 برعاية شركة أورايلي ميديا، ليكون وسيلة لحشد الطاقات الصناعية وراء الإمكانات الجديدة التي انفتحَتْ نتيجةَ التقاء تكنولوجيات الموقع والشبكة العنكبوتية العالمية. لعقودٍ عديدة، كان مجالُ تحديد الموقع الجغرافي مُرَكِّزًا على تطوير برنامجِ نظامِ معلوماتٍ جغرافية متطوِّرٍ من أجل أبحاث السوق والأبحاث الاجتماعية، وكذلك من أجل الأغراض العسكرية. ولكن، عندما أُطلِقت خرائط جوجل في شباط / فبراير عام 2005، وأصبحَتْ واجهةُ برمجة التطبيقات الخاصة بها متاحةً للعامة بعد ذلك ببضعة شهور فقط، صار النطاقُ المتخصِّص لمبرمجي نظام المعلومات الجغرافية نطاقًا متوافرًا لكل المستخدمين العاديين.
وقال الجغرافي مايكل جودتشايلد عن برنامج جوجل الجديد: «إن تأثيره يشبه تأثيرَ الكمبيوترات الشخصية في سبعينيات القرن العشرين؛ حيث لم يكن يوجد قبل ذلك من مستخدمي الكمبيوتر إلا نخبة قليلة. وتمامًا مثلما أشاع الكمبيوتر الشخصي استخدامَ الكمبيوتر، فإن أنظمةً مثل تلك ستجعل نظام المعلومات الجغرافية شعبيًّا. وصار إدراجُ المعلومات على الخرائط أمرًا معتادًا. ومنذ اللحظة التي أطلقَتْ فيها جوجل واجهةَ برمجةِ التطبيقات الخاصة بها، بدأَتِ الخرائطُ تنتشر في أنحاء الشبكة العنكبوتية العالمية عن كل شيءٍ، من الجريمة إلى العقارات وحتى الترفيه. وبالرغم من أن جوجل لم تكن أول من يدخل مجال الخرائط الإلكترونية، فإنها كانت ناجحةً في تحفيز تعميم ممارسات إعداد الخرائط.
ما بدأ بوصفه أداةً مفيدة، ثم استمرَّ بوصفه ممارسةً للهواة، تحوَّلَ إلى صناعة ضخمة؛ فصناعة تحديد الموقع الجغرافي — التي تركَّزَتْ في السابق على أدواتِ رسمِ خرائط معلومات لأغراض محددة فحسب — تحوَّلَتْ إلى أدواتٍ تجعل المستخدمين يقدِّمون تلقائيًّا بياناتٍ وصفية موقعية حول كل المعلومات — أو تشجعهم على ذلك — بحيث يمكن أن تكون للخرائط وظيفة ذات مجالات أكثر تنوعًا. فالصناعة الجديدة مبنية على فرضية أن رسم الخرائط على الشبكة العنكبوتية العالمية هو مستقبلُ البحث المرتبط بالمكان؛ مستقبلٌ قائمٌ على فرضية أن تصبح إحداثيات الطول والعرض شيئًا مألوفًا مثل أسماء الملفات.
اسْتُخدِمَت مصطلحات عديدة لوصف هذه الظاهرة: «الويب الجغرافية المكانية» «الجغرافية الجديدة» ، «صنع الخرائط على الويب 2.0». ولكن هذه المصطلحات تُستخدَم عادةً لوصف التكنولوجيات أو الأهداف الفريدة لاستخدامها، لا لوصف العمليات الاجتماعية والظواهرية للتفاعُل مع فضاءات مترابطة شبكيًّا. يصف مصطلحُ «الويب الجغرافية المكانية» البنيةَ الأساسية اللازمة لصنع الخرائط على الشبكة العنكبوتية العالمية، ويصف مصطلحُ «الجغرافية الجديدة» مدى انتشار الممارسات التي تُكَوِّن الشبكةَ الجغرافية المشتركة، ويسعى مصطلح «إعداد الخرائط على الويب 2.0» للجمع بين هذه الأشياء لتحديد آليات العرض في أداة ناشئة. أما ما لم يُتناوَل كما يجب، فهو كيف أن هذا السياق الجديد لإنتاج المعرفة الجغرافية من خلال صنع الخرائط على الويب يفعل ما هو أكثر من تغييرِ ممارسات صنع الخرائط؛ فهو يُحدِث تغييرًا في الاتصال على نحوٍ أكبر. توحي المكانية الرَّقْمِيَّة بطريقة مختلفة لمعرفة الفضاء المكاني والخبرة به، ولا تقتصر على أداةٍ مختلفةٍ لإظهاره.
لكن الخرائط ليسَتْ شيئًا جديدًا؛ فحتى قبل أن تدخل الأماكن ضمن الشبكة، كانت الخرائط تُستخدَم لفهم المعلومات في الفضاءات المادية. كتب بطليموس — الفيلسوف عالم الرياضيات اليوناني الذي ظهر في القرن الثاني الميلادي — معلنًا في السطور الأولى من كتابه الجغرافيا أن الخرائط هي «تمثيلٌ مصوَّر لمجمل العالَم المُدرَك وما يحتوي عليه من ظواهر». لم تكن الخرائط مجرد رسوم مسطَّحة للفضاء، بل كانت تمثيلًا لكل شيء يمكن تحديد مكانه. ولكنْ بالطبع لم يمتلك رسَّامو الخرائط الأدواتِ الضروريةَ لإدراك هذا التصوُّر. وحتى تمثيل الحدود الجغرافية بدقةٍ كان في حد ذاته عمليةً صعبة تستلزم استخدامًا مكثفًا للأيدي العاملة، وتتطلَّب رحلاتِ استكشافٍ طويلة وأعدادًا كبيرة من الناس. وكان رسم خرائط للواقع المتغير للتجارة أو العلاقات المتشابكة بين البشر أيضًا؛ أمرًا يفوق ما تستطيع الخرائط فعله. ومع ذلك، فإن التطورات التكنولوجية — وخاصةً تلك التي وقعت خلال القرن الماضي — قد دفعَتْ صنع الخرائط ليغدو أقرب إلى قلب الحياة اليومية. وبينما كان يوجد دومًا اضطرار إلى تنظيم المعلومات وفقًا للأماكن المادية، فإن هذا الأمر قد تجسَّدَ تجسدًا واضحًا في الآونة الأخيرة فحسب. والآن، بعد أن صرنا محاطين بالبيانات، نجد أن الخريطة هي أكثر الأُطر المنطقية التي يمكن من خلالها فهم البيانات. سنتحدث في هذا الفصل عن كيفية تغيُّر الخرائط من أدوات ملاحية ذات وظيفة واحدة، إلى أدوات متعددة الوظائف للملاحة الشخصية عبر المجتمع والسياسة والثقافة.

### صنع خرائط المعلومات الاجتماعية

الخريطة الأصلية للطبيب جون سنو تظهر مجموعات من حالات الكوليرا «المشار إليها بالمستطيلات المكدسة» في وباء لندن عام 1854. تقع المضخة الملوثة في تقاطع برود ستريت وكامبردج ستريت «الآن شارع ليكسينغتون»، ويمر إلى شارع ليتل ويندميل.

في عام 1854، عانَتْ لندن من التفشي الأكثر جسامةً لوباء الكوليرا. كان مئات الناس يمرضون ويموتون بالأحياء في كل أنحاء المدينة. وأثناء الهلع، سادت نظرية الهواء الملوَّث: كان الهواء الملوَّث الذي ينبعث من المجازر أو المصانع المنتنة يسبِّب تعرُّضَ الناس للعدوى المعوية، وكانت الروائح الكريهة مكافِئةً للهواء الموبوء. إلا أن طبيبًا يُسمَّى جون سنو شكَّكَ في هذه النظرية، مدَّعِيًا بدلًا من ذلك أن جراثيمَ في ماء الشرب كانت تسبِّب تفشِّيَ الكوليرا. حاوَلَ في البداية أن يُثبِت هذه النظرية بالتعرُّف على هذه الجراثيم المجهرية، ولكن تحليله تحت المجهر لم يكن حاسمًا. وعلى الرغم من منطقيةِ مزاعِمِه، لم تَحْظَ نظريةُ الجرثومة بجاذبيةٍ كبيرةٍ لدى غالبية المجتمع العلمي.
أبدَتْ قلة من الناس استعدادها للتخلِّي عن نظرية الهواء الملوَّث، ولكن سنو كان شديدَ التيقُّن أن السببَ ماء الشرب، حتى إنه أقدَمَ على جهدٍ غير مسبوق لإثبات نظريته؛ إذ غامَرَ بالدخول في «الهواء الموبوء» وإلى جانبه القسُّ الموقَّر هنري وايتهيد، وطرَقَ الأبوابَ ليستعلم عن المكان الذي حصل منه الناس على مياه شربهم. وبعد الطواف في أرجاء الحي، شرع وايتهيد وسنو في تسجيل بياناتهم على خريطةٍ للمدينة. لاحَظَ أنه كان يوجد تركُّز ملحوظ لحالاتٍ على مقربة من بئرٍ في شارع برود. الأهالي الذين كانوا يستخدمون هذه البئرَ للحصول على مياه شربهم كان احتمالُ تعرُّضهم للمرض أعلى بكثير. نجحَتِ الخريطةُ فيما فشل فيه المِجهر، وهو توفير دليلٍ حاسم، وأجبر هذا المجلسَ المحلي (الذي كان أعضاؤه حتى ذلك الوقت مدافعِين ثابتِين عن نظرية الهواء الملوث) على تعطيل البئر بإزالة الذراع المستخدمة لاستخراج الماء منها.
تمكَّنَ سنو ووايتهيد — من خلال التمثيل المرئي المكاني للمعلومات الاجتماعية — من إقناع جمهورٍ ومجتمعٍ علمي متشككين بالتفكير بطريقةٍ مختلفة تمامًا. دُفِعت الخريطة إلى دائرة الضوء بصفتها أداة للتفاهم الاجتماعي، وشجَّع هذا علمُ الأوبئة الوليد، وأرسى استخدامًا جديدًا لعلم رسم الخرائط. وأثبتَتِ الخرائطُ جدواها في تحديد العلاقات، وليس مجرد تحديد الاتجاهات. ضُمِّنت البيانات في إحداثيات جغرافية، وما إن وُضِعَتْ حتى أوضحَتِ التجاوُرَ بين نقطة وأخرى.
ومع وجود نظامِ صرفٍ تحت الأرض ممتدٍّ مثل نظام الصرف في لندن، الذي كان يحتوي على وصلات دائرية بين المصادر والأنابيب والآبار، كانت الإشارة بإصبع الاتهام إلى بئر شارع برود عملًا بارعًا. بَيَّنت خريطة سنو كيف أن الحيَّ كان مقسَّمًا بين آبارٍ كثيرة مختلفة، وأن القرب من بئر شارع برود كان أمرًا تخمينيًّا، ولم يكن حاسمًا فيما يختصُّ بالوفيات نتيجة للمرض. اكتشف سنو ووايتهيد بالتحدث إلى الأهالي من بيت إلى بيت أن بعضهم — وحتى هؤلاء الذين سكنوا قريبًا للغاية من بئر شارع برود — ربما كانوا يجلبون مياهَهم من مكانٍ آخَر إذا كان ذلك أكثر ملاءَمةً للعمل أو للأسرة. فلم يكن تحديد أماكن الوفيات وحده هو ما جعل الخريطة شديدةَ الأهمية، بل رسم خريطة للمعلومات الاجتماعية — التي جُمِعت وعُرِضت بعنايةٍ — هو ما أطلق حقبةً جديدةً من علم رسم الخرائط.
ومنذ ابتكار سنو، صار صنع خرائط للمعلومات الاجتماعية أو البيئية ممارَسةً شائعة في المجالات الآخِذة في التطوُّر؛ كعلم الأوبئة، وتصميم المناظر الطبيعية، والتخطيط العمراني، وصور أخرى من الأبحاث الاجتماعية والطبيعية. ببساطةٍ أثبَتَ تراكُبُ البيانات فوق تمثيل جغرافي — وهو ما أصبح معروفًا باسم «طبقات الكعكة» — جدواه وتلبيته عددًا من الأغراض. وكانت إحدى اللحظات الاستثنائية في رسم الخرائط المتعددة الطبقات حينما استخدم جون كيه رايت تعليقاتٍ مركبة لرسم خرائط للكثافات السكانية في منطقة كيب كود بولاية ماساتشوستس (1936). استطاع رايت — بجمع بيانات التعداد إلى جانب بيانات من وكالة المسح الجيولوجي بالولايات المتحدة — تحديدَ ملامح في الأراضي غير المأهولة في الكيب من شأنها أن تساعد على تحديد انعكاساتها البيئية والاجتماعية. هذا العمل الأولي قاد رايت إلى أن يفكِّر في أهمية الجمع بين الخرائط والمعلومات الاجتماعية.
في مقالة ترجع إلى عام 1947، عَرَّفَ رايت ما يُسمَّى «الجيوسوفيا الخرائطية» قائلًا: «تشمل المقاربة الخرائطية إلى الحكمة الجغرافية (الجيوسوفيا) صنْعَ الخرائط التي تقدِّم معلوماتٍ عن توزيع المعرفة الجغرافية. من الواضح أن كل خريطة تخبرنا شيئًا في هذا الشأن؛ فالخريطة الجيوسوفية هي خريطة مصمَّمة تحديدًا لهذا الغرض.» كان المفهوم القائل بأن بعض الخرائط أُنْتِجت بصفة أساسية لإضفاء الصبغة المكانية على المعلومات — عوضًا عن تقديم معلومات عن الفضاء المكاني — مهمًّا إلى حدٍّ بعيد في تطوُّر علم رسم الخرائط؛ فوضْعُ الكثافات السكانية على خريطة من أجل تحديدِ توزيعاتِ الدخْلِ الفردي، شديدُ الاختلاف عن وضْعِ مواضع الأنهار والمجاري المائية؛ فالنوعُ الأول يستخدم العدسة الجغرافية لإبراز مجموعة البيانات، والثاني يستخدم البيانات لإبراز الجغرافيا. بعد ذلك، قسَّمَ رايت دراسةَ الجيوسوفيا الخرائطية إلى فئتين: الأولى هي خريطة تقدِّم المعلومات عما هو معلوم أو ما كان معلومًا عن مناطق جغرافية مختلفة — ومن ذلك شيء مثل المسح الجغرافي للكثافة السكانية الذي ذكرناه آنفًا — أو حتى أبحاث الرأي، وهذا هو ما نطلق عليه رسم خرائط للمعلومات الاجتماعية.
أما الفئة الثانية فكانت نظرية، وربما تشمل الوضْعَ الكلي للآراء والاتجاهات، التي لا تُستخرَج فيها بياناتُ المستخدم بواسطة متخصِّص، ولكن ينتجها المستخدمون بأنفسهم. أما بالنسبة إلى راسمي الخرائط والمرسوم على الخريطة، فالفارق يكمن في التفاعل مع المعلومات غير المعروفة بعدُ، التي تظهر للوجود من خلال العملية الجماعية لرسم الخرائط. ولكن رايت استنتَجَ أنه «سواء أكانت هذه الخريطة الجيوسوفية تحديدًا أمرًا مستطاعًا أو مرغوبًا أم لا، فإن الخرائط الجيوسوفية بوجهٍ عام تُظهِر بجلاء التباينَ بين ظلمة الجهل ونور المعرفة». بعبارة أخرى، الخرائط لا توضِّح فقط ما نعرفه بالفعل، ولكنها تقدِّم أيضًا الظروفَ لإعادة صياغة الأسئلة. هذه الفئة الثانية من الخرائط الجيوسوفية ليست وثيقة منتهية، ولكنها مرحلة يدخل فيها راسِمُ الخرائط والمرسوم على الخريطة في حوارٍ مستمرٍّ حول موضوع محدَّد بفضاء جغرافي. كان هذا المفهوم أساسيًّا في توجيه تطور الخرائط للدخول في بيئات الحوسبة. وفي ستينيات القرن العشرين، أعادت قدرةُ أجهزة الكمبيوتر المركزية الهائلة على معالجة البيانات تشكيلَ معنى الخريطة حرفيًّا.

### نظام المعلومات الجغرافية: ملاقاة الخرائط والحواسيب

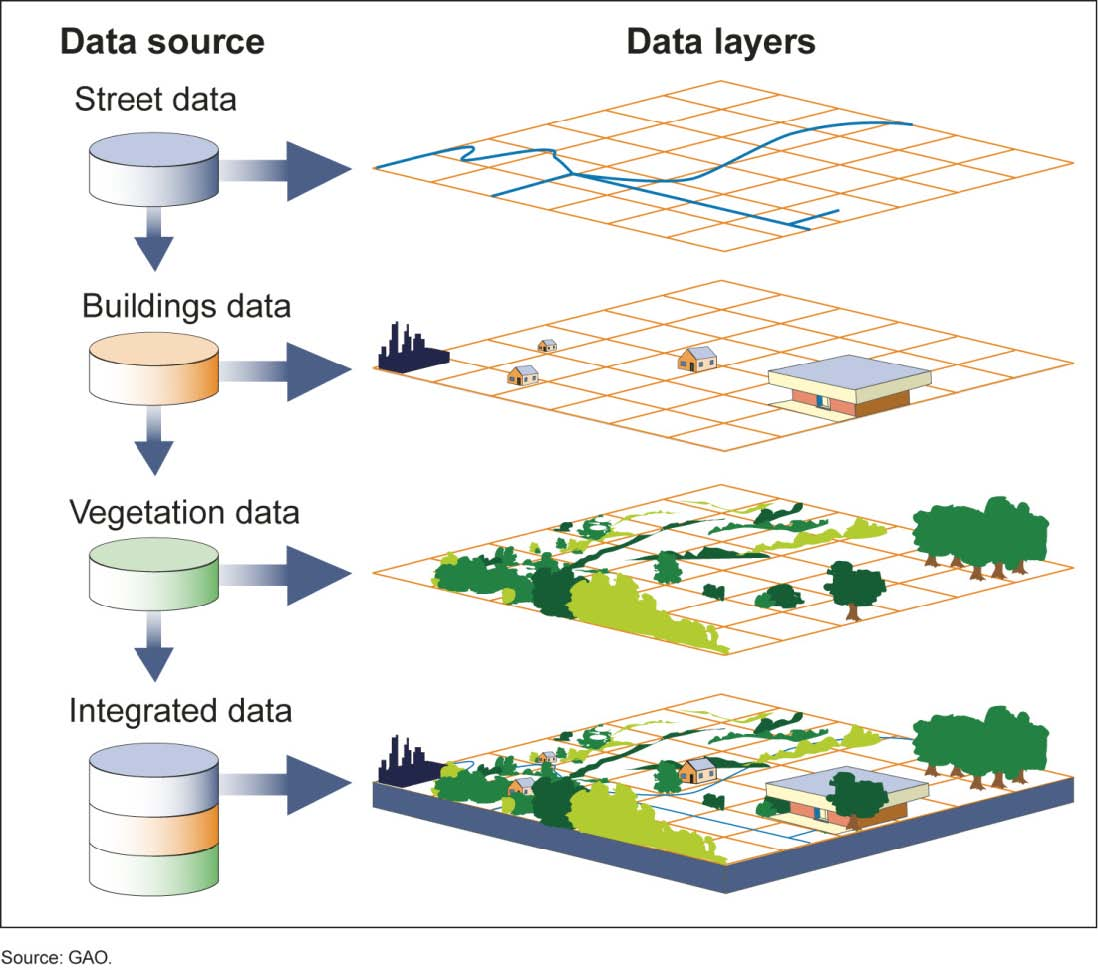
التمثيل المرئي للمواضيع في نظام المعلومات الجغرافية

في أوائل ستينيات القرن العشرين، أُسِندت إلى روجر توملينسون — وهو رسام خرائط كان يعمل لحساب وزارة الاستصلاح والتطوير الزراعي الكندية — مهمةُ أتمتة خدمات رسم الخرائط الخاصة بها. ساعَدَ توملينسون — بالاشتراك مع شركة «آي بي إم» — في تطوير نظام المعلومات الجغرافية الكندي. كان هذا أول تنفيذٍ لما يُطلَق عليه في وقتنا الحالي «نظام المعلومات الجغرافية». كان دافع توملينسون لتطوير نظامٍ كهذا بسيطًا؛ إذ كان للخرائط الورقية أوجه قصورٍ كبيرة، أولها إمكانية عرْضِ قدرٍ معين فقط من البيانات الوصفية على خريطة واحدة. وفقًا لتوملينسون : «محتوى بيانات الخرائط الورقية محدود بحجم الورقة التي تُسجَّل عليها المعلومات، وبالحيز الذي يحتاجه كل بند من البيانات ليظل مقروءًا». يستطيع الكمبيوتر تغيير كل هذا: إذ يوفر مرونةً غير محدودة في العرض، وفي نفس الوقت بتشفيره لتحليل البيانات من خلال معاملَيْ خط الطول وخط العرض. بالإضافة إلى ذلك يجب أن تُقرَأ الخريطة الورقية وتُحلَّل بواسطة إنسان. ويضيف توملينسون: «كي تخزِّن مقدارًا كبيرًا من البيانات على الخرائط، يجب أن تنشئ عددًا كبيرًا من الخرائط. واستخراج المعلومات على نحوٍ مرئي من عددٍ هائل من الخرائط يمثل مهمةً صعبة فيما يتعلَّق بالقراءة والقياس». يمكن للكمبيوتر أن يُحَلِّل البيانات آليًّا؛ موسِّعًا نطاق مجموعات البيانات التي يمكن رسم خرائط لها توسيعًا هائلًا.
بينما قدَّمَ نظامُ المعلومات الجغرافية الكندي إمكانيةَ التكامل بين الكمبيوترات والخرائط، فإن قدرًا كبيرًا من الابتكار في هذا المجال نبع من الجامعات. ونخصُّ بالذكر هنا عملَ هوارد فيشر الذي أضفى الشرعيةَ على مجال الدراسة هذا؛ فعندما كان فيشر مهندسًا معماريًّا في شيكاجو في ستينيات القرن العشرين، عمل مع بعض مبرمجي الكمبيوتر لإنتاج أداةِ رسمِ خرائط ترابطية (سايماب)، وهي نظامٌ بإمكانه استيعاب النقاط والخطوط والمساحات بوصفها مُدخَلات، وإنتاج خريطة تفاعلية. وبعد حصوله على دعمٍ مالي كبير من مؤسسة فورد كي يستمر في العمل على مشروعه، انتقل في عام ١٩٦٥ إلى كامبريدج بولاية ماساتشوستس لينشئ معملَ رسوم الكمبيوتر في كلية الدراسات العليا للتصميم بجامعة هارفرد. أصبح هذا المركز مركزًا لرسم الخرائط باستخدام الكمبيوتر، مع وجود عشرات من طلبة الدراسات العليا وأعضاء هيئة التدريس الذين عملوا على رفع كفاءة نظام «سايماب»، إلى جانب تطوير أنظمة أخرى. وبنهاية ستينيات القرن العشرين، كان هذا النظام موزعًا على نطاقٍ واسعٍ على العديد من المعاهد والجامعات والمؤسسات في القطاعَيْن العام والخاص. وفي ذلك الوقت، كانت الجامعات في أنحاء أمريكا الشمالية والمملكة المتحدة — ومنها وحدة رسم الخرائط التجريبية بالكلية الملكية للفنون وجامعة أوريجون وجامعة كانساس — توجِّه جهودَها نحوَ إنتاجِ أنظمةٍ جديدة أتاحَتْ تقدُّمًا كبيرًا في المسح التصويري والتحليل الطوبوغرافي، فضلًا عن أنها غرسَتِ الجوانب المنهجية للجغرافيا الكمية، ويشمل ذلك ما أصبح معروفًا بالإحصاء الجغرافي. كان نظام المعلومات الجغرافية متطورًا تطورًا كافيًا فيما يختصُّ بتكنولوجيات ومنهجيات استخراج البيانات لكي يكون له حضور قوي في التخصصات المكانية، مثل: التخطيط العمراني، وعلم الأوبئة، والهندسة المعمارية، والجغرافيا، وعلم البيئة. ولكنه بالتأكيد لم يكن مقصورًا على العمل الأكاديمي؛ فمع حلول ثمانينيات القرن العشرين، أدَّتِ احتياجات المجالس البلدية وباحثي السوق والجيش إلى تحويل نظام المعلومات الجغرافية إلى صناعةٍ بمليارات الدولارات.

### نظام المعلومات الجغرافية على الشبكة العنكبوتية العالمية
في أواخر تسعينيات القرن العشرين، غيَّرَتِ القدرةُ على تقديم أدواتِ [[نظام معلومات جغرافية|نظام المعلومات الجغرافية أو منتجاته عبر الشبكة العنكبوتية العالمية من الجدوى الاجتماعية لرسم الخرائط. فما كان يُعْتَبَر أداةً للاختصاصيين لمعالجة مجموعات البيانات المجمَّعة باحترافيةٍ بهدف التحليل المتخصِّص، صار ممكنًا نشْرُه حينئذ على نطاقٍ واسعٍ على الشبكة العنكبوتية العالمية. طُرِح برنامج زيروكس بارك ماب فيووَر عام 1993، وأتاح استخراجَ الخرائط المحلية من خلال روابط تشعبية. استمرَّتِ التطبيقاتُ المتخصصة في الظهور، وفي منتصف تسعينيات القرن العشرين أرست منظمة أوبن جيوسبيشال كونسورتيوم قواعِدَ لتَوَافُقِيَّةِ رسم الخرائط، كي يتمكَّن مختلف مطوِّري نظام المعلومات الجغرافية على الشبكة العنكبوتية العالمية من مشاركة البيانات الجغرافية. وكانت شركاتٌ مثل إيزري — مستغِلَّةً مصادر البيانات المفتوحة حديثًا — محوريةً في الانتشار الواسع لنظام المعلومات الجغرافية على الشبكة العنكبوتية العالمية. وسرعان ما استخدمَتِ المنظماتُ العامة والحكومات هذه الأدوات لإتاحة البيانات لمجتمعاتها الانتخابية. وتواجدت سوق محدَّدة للخدمات المكانية؛ فلم يكن الأمر بمنزلة فرض هذه التكنولوجيا على العامة، بل إن العامة أنفسهم أرادوا معرفةَ مكانِ تواجُد الأشياء. على سبيل المثال: فُتِحت قواعدُ البيانات الخاصة بالبلديات في أونتاريو بكندا، وفي كاليفورنيا بالولايات المتحدة لاستخدام العامة، فأتاح ذلك للناس الوصول إلى الخرائط الرسمية لحدود المِلكية ومسارات مرافق الخدمات.
وفي عام 1997 جعلَتْ مدنُ صناعة النسيج بمقاطعة كاباروس بولاية كارولينا الشمالية كلَّ سجلات الأراضي العامة متاحةً على الشبكة العنكبوتية العالمية؛ فصار باستطاعة المستخدمين البحثُ عن أيِّ قطعة أرض، واستخراج سجلات تاريخ ملكيتها وتقسيماتها، بالإضافة إلى سجلات الضرائب. يَسَّرَ النشرُ عبر الشبكة العنكبوتية العالمية وصولَ المستخدمين التقليديين إلى الأشياء العالية القيمة المُكوِّنة لعمليات نظام المعلومات الجغرافية. وكما ذكر كريستيان هاردر، فإن هذا التحول في الانتشار قد تكون له تداعيات مهمة على المجتمع. وردًّا على أولئك الذين يدَّعُون أن الشبكة العنكبوتية العالمية لا تغيِّر السمةَ الأساسية لنظام المعلومات الجغرافية، وأنه جعلها فقط متصلة بالشبكة، يفنِّد هاردر هذا الادِّعاء قائلًا إنه: «يماثل القولَ بأن آلة الطباعة لا تغيِّر السمة الأساسية للكتاب؛ فقيمةُ المعلومات الجغرافية (مثل كل أشكال المعلومات الرَّقْمِيَّة) وقوةُ تطبيقات نُظُم المعلومات الجغرافية في حل المشكلات متناسبتان مع إمكانية الوصول إليهما»
أتاحت الشبكة العنكبوتية العالمية للناس في المنازل والمكاتب في كل أنحاء العالم الوصولَ إلى خرائط مُنتَجة بالكمبيوتر للتعرُّف على مُدُنِهم وأحيائهم، أو الحصول على إرشاداتِ الطرق لقيادة سياراتهم، أو ليصمِّموا شبكاتٍ اجتماعيةً. وأيًّا ما كان محتوى هذه الخرائط، فإن الإمكانية اللامحدودة للتوزيع عبر الإنترنت قد تُعِيد صياغة السجال الدائر حول نظام المعلومات الجغرافية مرةً أخرى. إمكانيةُ الوصول لا تختصُّ فقط بعدد الناس الذين يحصلون على نوع محدد من التكنولوجيا، ولكنها ترتبط أيضًا بكيفية تغيير التكنولوجيا للممارسات الاجتماعية والثقافات المحلية. وفي دراستها المستفيضة لأثر آلات الطباعة في أوروبا الحديثة، تشير المؤرخة إليزابيث آيزنشتاين إلى أن سهولة النشرِ أسفَرَت عن أعدادٍ هائلةٍ من الكتب بلغات غير اللاتينية؛ وهذا ما أسهَمَ في نهاية الأمر في اعتماد العديد من المقاطعات العامية المحلية لغةً رسمية. ونتيجةً لذلك، صار ممكنًا تعليم القراءة لعددٍ أكبر من الناس، وأدى هذا إلى زيادةِ عددِ مَن يعرفون القراءة والكتابة. بالإضافة إلى ذلك، كان للقدرة على الوصول إلى نسخ عدة (متعارضة) من الأعمال نفسها أثرٌ في تطوُّر العلوم الحديثة (وتبع ذلك ثقافة تقوم على الشك في كل شيء والتجريب)، وقاد ذلك أخيرًا إلى الإصلاح البروتستانتي. وعلى المنوال نفسه، فإن ازدياد سهولة الوصول إلى نظام المعلومات الجغرافية عن طريق الشبكة العنكبوتية العالمية لم يغيِّر فقط طبيعةَ فهمنا لنظام المعلومات الجغرافية، ولكنه غيَّرَ طبيعةَ نظام المعلومات الجغرافية ذاته بوصفه واجهة تفاعلية، وهذا ما يُشكِّل طرقًا جديدة نتفاعل من خلالها مع البيانات المكانية.
لم يعتبر الجميع هذا النشرَ الواسعَ النطاق لنظام المعلومات الجغرافية شيئًا جيدًا. شكَّك بعض النقاد في أن ينتج من هذا الشكل الكمبيوتري لرسم الخرائط أيُّ نموٍّ معرفي. وبينما أكثر مناصِرو نُظُم المعلومات الجغرافية من استخدام تعبيراتٍ مثل: حرية، وفرصة، وتمكين، وتواصُل، وديمقراطية، ليدلِّلوا على إيمانهم المستمر بالدور الحسن لهذه التكنولوجيا؛ استخدم المعارضون تعبيرات مثل: سيطرة، واستغلال، وتقييد بغيض ومبهم ونخبوي. كانت القوة المركزية للنقد تنبع من أنه من خلال إدراج المعلومات الاجتماعية آليًّا على الخرائط، فإن الذوات التي أنتجت البيانات الأصلية قد شُيِّئت واخْتُزِلَت إلى مجرد مجموعات بيانات. وادَّعَى النقادُ أن نظام المعلومات الجغرافية يعمل عن طريق اختزال الذاتية البشرية المعقَّدة داخل آلةٍ لتعالَج وتعمَّم؛ ولهذا فإنها تناهض الفرضيات المؤسِّسة للديمقراطية الليبرالية. ومع أن الانعكاسات العملية لهذا النقد لم يَبْدُ أنها تؤثِّر تأثيرًا كبيرًا على صناعة نظام المعلومات الجغرافية المزدهرة، فإنها أفادت في تأطير الجدال الأكاديمي بشأن نظام المعلومات الجغرافية حول مسألتَي الديمقراطية والنزعة الإنسانية. ما الذي يصير على المحك عندما تُجَمَّع بيانات المرء الشخصية وتُدْرَج في صورة تمثيل للفضاء المكاني؟ وإذا كان من الممكن رسم خرائط للمكونات الخاصة بحياة المرء — كالعِرْق، والدخل المادي، والمعتقدات السياسية — بطرقٍ لا حصرَ لها لإثبات نقاط متباينة، فما السلطة التي يضحِّي بها المرءُ عندما يجعل بياناته متاحةً؟ هل تحطَّمَتْ قوة الفاعلية الشخصية نتيجةَ إمكانيةِ صنع الخرائط الكمبيوترية؟ هل يزيد هذا من الفجوة بين من يصنع الخريطة ومن يُدْرَج في الخريطة؟ ولكن الشبكة العنكبوتية العالمية تعهَّدَت بأنْ تبدِّد الكثيرَ من هذه المخاوف؛ فلم تَعُدْ هناك حاجة إلى أن يُحَلِّل مجموعة من الخبراء مستندًا ما، فخريطةُ نظام المعلومات الجغرافية المنتجة بالكمبيوتر يمكنها أن تتواصل على مدًى واسع؛ فانتقلَتْ من كونها وثيقةً علميةً وأصبحت منطقًا ثقافيًّا، وأزالت الموقعَ من نطاق الخبراء ووضعَتْه في أيدي العامة.
يصف ياسِك مالتشفسكي ثلاث مراحل رئيسية لتطوُّر نظام المعلومات الجغرافية: الأولى: هي مرحلة الأبحاث الأولية في فترة خمسينيات وستينيات القرن العشرين. والثانية: هي مرحلة الاندماج التي وُظِّفَ فيها نظام المعلومات الجغرافية للأغراض العامة في الكثير من السياقات العلمية، وكان ذلك في عقدي السبعينيات والثمانينيات من القرن العشرين. والمرحلة الثالثة: هي مرحلة الانتشار التي يميِّزها التحوُّل إلى نظام معلومات جغرافية عبر الشبكة العنكبوتية العالمية، موجَّه إلى المستخدِم، وذلك في تسعينيات القرن العشرين. وبالفعل، بحلول عام 1998، كان البحث عن اتجاهات القيادة على الطرق، أو تحديد موقعِ شركة ما، أو تتبُّع الأحوال الجوية؛ من أكثر الأشياء شيوعًا في استخدام الاتصال الشبكي.
أتاحت الشبكة العنكبوتية العالمية للمستخدمين الحصولَ على المعلومات الجغرافية متى شاءوا، ولكنها لم تطرح حتى ذلك الحين الرغبةَ في تقديم المعلومات الجغرافية، أو ما سمَّاه مايكل جودتشايلد «المعلومات الجغرافية المقدَّمة طوعًا». ومع ازدياد أعداد المستخدمين المتفاعلين مع الخرائط، اتضح بجلاءٍ أن الإمكانات الحقيقية لنظام المعلومات الجغرافية تكمن في المستخدمين أنفسهم، لا في جامعي البيانات المتخصصين. وإذ حولت الشبكة العنكبوتية العالمية تركيزَها تجاه المحتويات التي يُنشِئُها المستخدِمون، أصبح عالَم نظام المعلومات الجغرافية على الشبكة العنكبوتية العالمية يحدِّد الأُطُرَ العامة لعرض الخرائط على الإنترنت. وهذا ما يمثِّل مرحلةً رابعةً من مراحل تطوُّر نظام المعلومات الجغرافية، ويؤدِّي إلى سياقٍ يتخطَّى فيه رسمُ الخرائط دورَه كأداةٍ للتمثيل المرئي، ويصبح أداةً تنظيمية مركزية للاتصال الشبكي. وبصورة أكثر تحديدًا، فإن صنع الخرائط قد تغيَّرَ من شيءٍ يمكنه تحديد مكان المعلومات الاجتماعية، إلى شيءٍ يمكنه أن يجعل المعلومات المكانيةَ اجتماعيةً. حالما يُحدَّد موقع المعلومات جغرافيًّا، تصير هي السياق والمحتوى للتفاعُل الاجتماعي.

### الْمَكَانِيَّة الرَّقْمِيَّة
كان شراء جوجل شركة خدمة صنع الخرائط الرَّقْمِيَّة كيهول عام 2004 محفزًا رئيسيًّا للتحول الحديث في أساليب رسم الخرائط. أصبح من الممكن تركيب صور الأقمار الاصطناعية التي كانت تحويها قاعدةُ بيانات كيهول معًا، بحيث يسهل تحريكها وتكبيرها، محوِّلة الخرائط الثابتة بفاعلية إلى وثائق ديناميكية مَرِنة. وبالإضافة إلى الرسوم المتجهية التي تتسم به خريطة الإنترنت المعتادة، أضفَتْ صور الأقمار الاصطناعية إحساسًا بالسلاسة والانسيابية؛ فلم تَبْدُ الخريطةُ شيئًا منفردًا، وإنما إعادة تصوير سائلة ل «حالة كوكب الأرض».
ومع أن انسيابية واجهة جوجل التفاعلية كانت مهمة، فلم ينشأ الابتكار الحقيقي من تصميمات الواجهة التفاعلية التي قدَّمَها موظفو الشركة، ولكن مما قدمه بعض مخترقي الشبكات المَهَرَة. بعدَ وقتٍ قصير من إصدار خرائط جوجل، بدأ المستخدمون استخدامَ واجهةِ التطبيق البرمجية لينتجوا تطبيقاتٍ مركَّبةً من مجموعات البيانات القائمة. أضاف أدريان هولوفاتي — وهو أحد مستكشفي جوجل القدامى — إحصائيات الجرائم الخاصة بإدارة شرطة شيكاجو إلى خريطة جوجل. وعندما نشط الموقع، كان في مقدور المستخدمين البحثُ في الجرائم وفْقَ النوع، أو الشارع، أو التاريخ، أو قسم الشرطة، أو الرقم البريدي، أو الحي، أو الموقع الجغرافي. وعلى الفور أضحى الموقع شهيرًا وسطَ ملَّاك العقارات السكنية أو مشتري العقارات المحتمَلين الذين أرادوا تحديدَ درجةِ أمان الأحياء السكنية.
وبحلول شهر تموز / يوليو من عام 2005، قررت جوجل إتاحةَ واجهة التطبيق البرمجية الخاصة بها لمن يريدها. وكنتيجةٍ مباشِرة لذلك، اجتيحت الشبكة العنكبوتية العالمية ب «مازجات خرائط جوجل»؛ كلِّ شيءٍ، من الصور الشخصية إلى أفضل مسارات الدراجات في المدينة، إلى محتويات الأفلام والبرامج التليفزيونية. وفي العام نفسه، أنشأ مايك بيج (2005-2006) مدوَّنةً سمَّاها جوجل مابس مانيا لتكون وسيلة لمواصلة تتبُّع هذه المشاريع. وهذا الموقع في الوقت الحالي يُعَدُّ مرجعًا لآلاف الخرائط، ويحدَّث يوميًّا. الخرائط مرتبة في تصنيفات مثل: الأحداث الجارية، الانتقال والمواصلات، والإسكان والعقارات، والطقس والأرض، والبيرة والنبيذ، والمدونات، والتليفزيون، والأفلام، والمشاهير، إلى آخر ذلك.
ما الذي يميِّز هذه المرحلة إذًا من المرحلة السابقة لنظام المعلومات الجغرافية؟
بينما أتاح نظام المعلومات الجغرافية على الشبكة العنكبوتية العالمية وصولًا متزايدًا إلى البيانات المكانية، فإنه لم يوفِّر المرونة للمستخدِم لاختيارِ مجموعة البيانات وإنتاجها. ومع أنه وفَّرَ بعضَ القدرة على التفاعل مع البيانات، فإنه لم يُبْنَ على أساس هذا التفاعل. في المرحلة الرابعة من نظام المعلومات الجغرافية، لا تُعتبَر الخرائط مجردَ وثائق بصرية للاستخدام، بل هي واجهات يصل من خلالها المستخدِم إلى البيانات على الشبكة، ويُغيِّرها، وينشرها. فإذا كانت الوظيفةُ الرئيسية لنظام المعلومات الجغرافية هي دَمْج قواعد البيانات مع الخرائط، حيث تظهر قاعدةُ البيانات وتنعكس على الخريطة، فيمكننا أن نبدأ في إدراك الممارسات الحالية على أنها عكس هذه الفكرة؛ «فالخريطة تنعكس في قاعدة البيانات». ودمج هذه المرحلة الرابعة من نظام المعلومات الجغرافية في العديد من جوانب البحث عبر الإنترنت غيَّرَ نهجَ المستخدم حيال البيانات على نحوٍ عام.
تمثِّل خريطة جوجل بوابةً نحو قاعدة بيانات شاسعة للمعلومات. إنها تحوي اختيارات للبحث النَّصِّي، بالإضافة إلى الاستعراض البصري للموقع. على سبيل المثال: يجلب البحثُ عن «شيكاجو، إيلينوي» خريطة، ولكن الأهم من ذلك أنه يجلب واجهةً لإجراء عمليات بحث أخرى. وتُمثَّل الصور ومقاطع الفيديو من يوتيوب ومقالات ويكيبيديا، بالإضافة إلى قوائم الأعمال ب «علامات موضعية»، ويتيح النقر على هذه العلامات الموضعية وصولًا مباشرًا إلى الوسائط والمصادر الخارجية، من خلال نافذةٍ حوارية تنبثق من الخريطة. وبينما يمكن الوصول إلى هذه البيانات من خلال واجهة جوجل النَّصِّية، تتيح الخريطة تجميعًا جغرافيًّا يختلف جوهريًّا عن قائمة البحث النَّصية. البياناتُ واحدة، ولكن مع استمرار المستخدمين في التفاعل معها، يتزايد اعتماد التوسُّعُ الهائل لبيانات الشبكة العنكبوتية العالمية على التمثيل المجازِي للفضاء المادي والموقع النسبي للمستخدم بداخل ذلك الفضاء المجازي.
حظيت جوجل وعملية تخصيص المستخدمين لواجهة تطبيقها البرمجية الخرائطية على تأثير جوهري في تحويل رسم الخرائط من ممارسة متخصصة ومدروسة إلى فعل مِلاحة عام وضمني. وبينما لم تكن خرائط جوجل هي الوحيدة في هذا المجال، فإنها غيَّرَتْ مجريات الأمور؛ فقد أسهمت جوجل بدور أكبر مما أسهمت به أي شركة أخرى في جعل ممارسات رسم الخرائط نشاطًا طبيعيًّا. وبينما كان ذلك جزئيًّا نتيجةً لجعل واجهة التطبيق البرمجية لخرائطها «مفتوحة المصدر»، كان للأمر علاقة أوثق بجهودها لجعل البروتوكولات الجغرافية عالمية. نتيجة استحواذ جوجل على كيهول عام 2004، أسَّسَتِ الشركة لغةَ ترميز كيهول (كي إم إل)، التي توفِّر مخططًا عامًّا للتعبير عن التعليقات الجغرافية والتمثيل المرئي لواجهات الخرائط الثنائية والثلاثية الأبعاد. ولغةُ ترميز كيهول هي النسخة الجغرافية من «لغة الترميز الموسَّعة» (إكس إم إل) التي تُستخدَم في جلب البيانات المنظَّمة من تطبيقٍ إلى الآخَر، على سبيل المثال: لو أن شخصًا أراد أن ينقل مدوَّنةً من موقع بلوجر إلى موقع ورد برس، لَاحتاج فقط إلى جلب ملفٍ بلغة الترميز الموسَّعة إلى النظام الجديد. يحتوي ملف لغة الترميز الموسعة على معلوماتٍ عن التنسيق والروابط والمستخدِمين. وبالمثل، فملفٌ ب «لغةِ ترميز كيهول» يشتمل على معلومات عن عناصر مثل: العلامات الموضعية، وإحداثيات الطول والعرض، والصور، والمضلعات والنماذج الثلاثية الأبعاد. وهي تسمح لأي شخص بأن ينقل خريطةً من نظامين مختلفين؛ فمثلًا: من نظامخرائط جوجل إلى أيِّ نظام مؤهل لاستخدام لغة ترميز كيهول. ومكَّنَتْ هذه الخطوة خرائطَ جوجل من أن تنسلَّ إلى المعلومات الخرائطية الأخرى، كي تُحسِّن من نتائج بحثها. وفي عام 2008، أعلنت جوجل عن تبرعها ب لغة ترميز كيهول — التي كانت بروتوكولًا مملوكًا لها — لمنظمة أوبن جيوسبيشال كونسورتيوم. وبينما لاقَتْ تلك الخطوة استحسانًا واسعًا في مجتمع مطوِّري البيانات الجغرافية المكانية، فإن رغبة جوجل لجعل لغة ترميز كيهول مفتوحةَ المصدر لم يكن دافعها خيريًّا، بل كانت دَفْعةً لتطبيع ممارسات رسم الخرائط، كوَّنَتْ كمًّا أكبر من البيانات الجغرافية المكانية المتوافقة مع واجهةِ بحث جوجل المعتمِدة على المكان، إلى جانب صنع المزيد من المنافسة.
في البداية، عندما أطلقَتْ جوجل واجهةَ التطبيق البرمجية الخاصة بها، كان الابتكار الأوَّلي هو المرونة في اختيار مجموعات البيانات. كان في مقدور المستخدمين الذين لديهم معرفةٌ قليلة بالترميز أنْ يأخذوا أيَّ مجموعةِ بياناتٍ ويدرجوها في خريطة. وفي خلال بضعة أعوام، حسَّنَتْ جوجل واجهتَها لتجعل صنْعَ الخرائط في سهولة النقر على زر «خرائطي»؛ وبهذا ازدادَتْ أعدادُ الخرائط الأحادية الوظيفة على الشبكة العنكبوتية العالمية زيادةً هائلةً. كانت خرائطُ الحمامات العامة، أو رموز المناطق أو المطاعم، أو مشاهَدات الأجسام الطائرة المجهولة، أو ما شابَهَ ذلك؛ شائعةً. وفي الوقت ذاته، انطلَقَ عدد من المنصات الجديدة التي سعت إلى استغلال الإمكانيات المتعددة الوظائف لصنع الخرائط. وبينما تستطيع خريطةٌ من خرائط جوجل أن تعرض مجموعة بيانات مفردة، ما لم تكن مقيدة مسبقًا، فإن الواجهة مفتوحة للوصول إلى بيانات أخرى أيضًا.
كان الدافع المحفِّز للمرء على كشف موقعه في شبكة الخرائط الآخِذة في الاتساع هو الروابط البشرية نفسها التي تَحسَّر النقاد الأوائل لنظام المعلومات الجغرافية على فقدانها. إلا إنه خلافًا للنقد الذي شُنَّ ضدَّ الإصدارات الأقدم من نظام المعلومات الجغرافية، فإنه يوجد في وقتنا الحالي خطابٌ حماسي عن النزعة الشعبية وعن تحكُّم المُستخدِم كان غائبًا تمامًا في الأجيال السابقة؛ فتحديدُ موقعك الجغرافي ومواقع الآخَرين يمكن بالفعل أن يكون مصدرَ تمكينٍ، كما أنه يمثِّل أيضًا الهدفَ التجاري الواضح للعديد من الشركات القوية التي تجني الكثير من العالم الذي يتزايد فيه تحديد المواقع. تولي جوجل اهتمامًا كبيرًا لجعل موقع كل شيء قابلًا للتحديد؛ فمن خلال محاولتها جعل خرائطها واجهة شفافةٍ لمجموعات البيانات الضخمة — مثلما فعلَتْ مع عمليات البحث الرَّقْمِيَّة والأبجدية التصاعدية — يمكنها أن تضع نفسها في موضع حارس البوابة للمعرفة الجغرافية عمومًا، بالإضافة إلى المعلومات الجغرافية أيضًا.

#### الخرائط التمثيلية

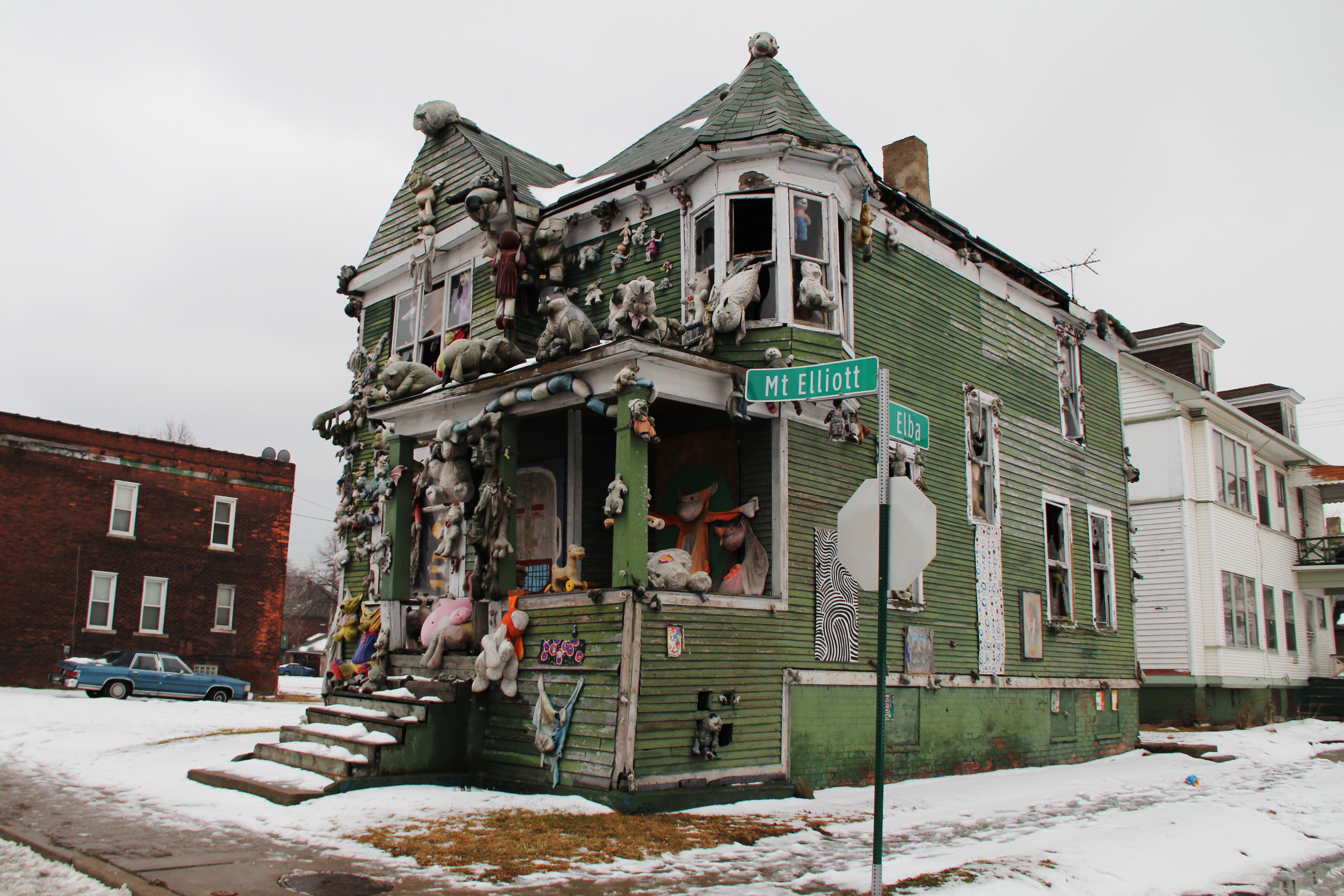
مشروع هايدلبرغ، ديترويت الولايات المتحدة الأمريكية - صورة بانورامية لمنزل دمى الحيوانات

النظرُ إلى العلامات الموضعية على خريطةٍ شيءٌ، أما التقريبُ حتى الدخول في نطاق شوارع المدينة فذاك شيءٌ مختلف تمامًا. أطلقَتْ جوجل خاصيةَ «التجوُّل الافتراضي» (ستريت فيو) في أيار / مايو 2007، وهي خاصية أخرى في الخريطة تسمح للمستخدمين أن يقرِّبوا الصورة حتى الوصول إلى سلسلةٍ من الصور الفوتوغرافية البانورامية المتداخلة. وبالنقر على أَسْهُم الاتجاهات، يستطيع المستخدمون «السَّيْرَ» في الشارع ورؤية محيطه. قُدِّمت خاصية «التجول الافتراضي» في البداية بتغطيةٍ لخمس مدن: نيويورك، ولاس فيجاس، وسان فرانسيسكو، ودنفر، وميامي. وفي خلال ما يربو قليلًا على العام، امتدَّتِ التغطية إلى أكثر من 80 مدينة، وفي بعض الحالات تضمَّنَتِ المدنَ المحيطة والضواحي بالإضافة إلى المتنزهات العامة ومناطق الاستجمام، وذكَرَ البيانُ الرسمي للشركة أنها تنوي تغطيةَ العالَم بأسره.
إن تجربة التجول الافتراضي أكثر حميميةً من «منظور عين الطائر» الذي تتيحه صور الأقمار الاصطناعية؛ فهي تمكِّن المستخدمين من رؤية شكل المبنى أو الشارع في الواقع. وبخلاف السمات الأخرى في خرائط جوجل — التي تُجَمِّع مجموعات البيانات المتواجدة فعليًّا في واجهةٍ على هيئة خريطة — تستلزم خاصية التجول الافتراضي إجراءً مباشِرًا من جانب الشركة. تتجوَّل سياراتٌ أو شاحناتٌ مركَّب عليها كاميرات تلتقط آلافَ الصور التي تُدمَج لاحقًا في منظورٍ عالمي وتُربَط بالخريطة. والأمر الأهم هو أن التجول الافتراضي يوصِّل إحساسًا «بالانغماس» داخل الخريطة، هذا الانغماس يمكن أن يُوصَف بأنه حالة من «التواجد في المكان». يقلِّل هذا من المسافة المُدرَكة بين البيانات المُحدَّدة الموقع وبين المستخدِم الذي يختبر تلك البيانات، ومن المرجح أن تطبيقات الخرائط المستقبلية ستبني على هذا الإحساس بالانغماس من أجل الربط ربطًا قويًّا بين المعلوماتِ المتاحة على الشبكة العنكبوتية العالمية بغزارةٍ وبين الفضاءات المادية المحلية.
حقَّقَ هذا الأسلوب نجاحًا كبيرًا لدرجة أنه أنتج نوعًا من السياحة عبر الإنترنت؛ فعندما أُطلِقت خاصية التجول الافتراضي في البداية، ظهر العديد من المواقع الإلكترونية «السياحية» المخصَّصة لإبراز الصور الجديرة بالعرض، وأطلق موقع «وايرد» الإخباري مسابقةً لقرَّائه لتقديم صورٍ مشوِّقة؛ مبتدِئًا بسان فرانسيسكو ونيويورك، ولاحقًا في لوس أنجلوس وسان دييجو. كانت النتائج مدهشة: رجل يبدو أنه يقتحم مبنًى في سان فرانسيسكو، وحوادث سيارات في مينيابوليس وفينيكس وفي أوشن سايد بولاية كاليفورنيا، ورجل يتطلَّع بشبق إلى امرأةٍ تؤدي تمرينات رياضية في سان فرانسيسكو، ومنزل لدُمى الحيوانات المحشوَّة في ديترويت، ورجل يُقبَض عليه في سان لويس. معظم هذه الصور محض فضولٍ، ولكن بعضها أشعَلَ جدلًا كبيرًا، وأثارَ قضايا شائكةً حيال الخصوصية والمراقبة.
تطرح هذه الممارساتُ السياحية بعضَ المسائل المهمة أمامنا. عندما تصبح الأمكنة موصولة شبكيًّا، تُعَدُّ الخرائطُ تمثيلاتٍ لتلك الشبكات (هذا بجانب دورها بوصفها أدوات). تسمح خاصية التجول الافتراضي للمستخدِم بأن يستكشف أمكنةً جديدة، وليس فقط تيسير التفاعل مع الأمكنة القائمة. بينما كان الاستكشاف استخدامًا شائعًا للخرائط طوال قرون، كان دورُ الخريطة في السابق تسهيلَ الاستكشاف المادي فحسب، أما في الوقت الحالي، فالخريطة تتحوَّل إلى موقعٍ يستحِقُّ الاستكشافَ في حدِّ ذاته.
يُذكِّرنا القول السابق ظاهريًّا بما قاله مُنَظِّر ما بعد الحداثة جان بودريار عن تأثيرات المحاكاة على العالم «الحقيقي»؛ فقد أكد أنه «لم تَعُدِ الحدودُ تسبق الخرائط، ففي زمننا المعاصر أضحَتِ الخرائطُ سابقةً للحدود». وباستخدام الأسلوب المجازي في حديثه عن التمثيلات في الثقافة المعاصرة، أشار إلى أن التمثيلات صارت «حقيقيةً» أكثرَ من الأشياء التي تمثِّلها، وأطلق على هذه الظاهرة اسم «الصورة الزائفة». فوفقًا لبودريار، قد تكون الصورةُ السياحية هي الدافع إلى تجربة زيارة المقصد السياحي وليس العكس، ومع ذلك، من الواضح أنه في الْمَكَانِيَّة الرَّقْمِيَّة، لا يحلُّ المقصدُ الرقمي بذاته محلَّ الشيء الذي يمثِّله على الخريطة، ولكنه يزيد الصلة مع ذلك الموقع المادي قوةً. في الحقيقة، يمكن للمعلومات الرَّقْمِيَّة أن تصير جزءًا من الموقع المادي — كما سنرى في الفصل التالي — عوضًا عن أن تدمِّره أو تحلَّ محلَّه. الخريطةُ في حدِّ ذاتها مرغوبٌ فيها، ولكن ذلك فقط لكونها تربط عالَمَ المعلومات بالعالم المادي ذاته.
يتجلى ذلك عندما ننظر لخاصية العرض الثلاثي الأبعاد للخريطة المتاحة في تطبيقات بينج وجوجل إيرث. تضيف أدواتٌ مثل جوجل إيرث والتجول الافتراضي الثلاثي الأبعاد بخاصية عين الطائر في خرائط بينج، مؤثراتٍ بصريةً تزيد من قُرْب المستخدم إلى الخريطة. عند تشغيل جوجل إيرث بصفته تطبيقًا منفردًا أو بصفته مكوِّنًا إضافيًّا على الويب، تقترب الكاميرا نزولًا من صورةٍ للكرة الأرضية برمتها إلى نماذج ثلاثية الأبعاد للشوارع، موضوعة فوق صور عالية الدقة مرسلة من الأقمار الاصطناعية.
وبمقدور المستخدمين أن يصلوا داخل جوجل إيرث إلى المعلومات ومقاطع الفيديو والصور وأن يضيفوها، كما يمكنهم أيضًا الوصول إلى نماذج ثلاثية الأبعاد للمباني، وإضافتها باستخدام تطبيق جوجل سكيتش أب. يمكن لأي نموذجٍ مبنيٍّ باستخدام سكيتش أب أن يُوضَع في عرض الخرائط الخاصة بالمستخدم، وإنْ كان جيدًا حقًّا يمكن أن يُرسَل إلى «مستودع النماذج» في جوجل، حيث يمكن اختيارُه ليصبح جزءًا من «السجل الرسمي». صُنِعت نماذجُ لمئاتٍ من المدن العالمية بالفعل بهذه الطريقة، وتَظهر مدنٌ جديدةٌ باستمرارٍ على الإنترنت، وييسِّر ذلك برنامجُ «مدن قيد التطوير» الموجود على موقع جوجل إيرث الإلكتروني. يمكن لصانعي النماذج أن يوجِّهوا نداءاتٍ لمساهمين آخَرين بعد إتمام بناء 12 نموذجًا على الأقل على نحوٍ صحيح، وربطها بإحداثيات جغرافية. وتشير جوجل إلى أن لديها أكثر من 500 ألف مستخدِم مسجَّل يضيفون بنشاطٍ محتوًى أو نماذجَ طقسٍ أو صورًا أو علاماتٍ موضعيةً إلى قاعدة بيانات العالَم الرقمي السريعة التوسُّع. شرعت مدن وبلدات في استخدام هذه النماذج للمساعدة في عملية التخطيط المجتمعي، على سبيل المثال: أصدرَتْ مدينة أميرست بولاية ماساتشوستس أمرًا ببناء مركز المدينة في عام 2007 في إطار عملية التخطيط العام للمدينة، وتم تحميل النماذج إلى مستودع النماذج الثلاثية الأبعاد، وأصبَحَت منذ ذلك الوقت جزءًا من خرائط جوجل إيرث. استخدمَتْ مدينة أميرست النماذج الثلاثية الأبعاد بطرقٍ متعدِّدة، من بينها اطلاع المجتمعات المحلية على الصورة التي يُحتمل أن تبدو عليها التطورات المستقبلية، أو تسهيل الجولات السياحية بالمدينة. قال نيلس لاكور الذي تزعَّمَ وأطلق مشروع «أميرست بثلاثة أبعاد» عندما كان رئيس المخططين في المدينة: «هذا هو بالضبط ما كنا نرجو أن نحقِّقه»، «هذا المشروع وسيلةٌ لتمكين الناس من استشراف مستقبل التطور الاقتصادي الذي يتمحور حول ما يرغبون فيه حقًّا، في مقابل شيءٍ مثل مركزٍ تجاريٍّ صغيرٍ».

### هل العالَم معنا بإفراط؟
تمكننا الخرائط من إدراك المعلومات الواقعة في العالم. ونتيجةً لانتشار الخرائط، فإن كلَّ ما نقوم به عادةً يعود بالفائدة عليها. نحن نبذل أقصى ما في وسعنا لتحديد مواقع الأشياء، ومن ذلك: وضع إحداثيات جغرافية على صورة لموقع فليكر للصور، وتعيين حيٍّ على فيسبوك، وتحديد مواقع الأفراد المنتمين إلى مجموعات معجبين أو منظمات متخصِّصة. ونعتقد أنه من الأفضل لنا أن نتعهَّد الخرائط بالرعاية. ولكن هذه الممارسات — مثل معظم الأمور التي تشتمل على محتويات من نتاج المستخدم — يكون لها أثران: أحدهما قد يفيد المستخدم، والآخَر قد يضرُّه. كما في نقاش تريبور شولز عن الشبكة العنكبوتية العالمية بوجه عام، مثلما يُتَوقَّع من هذه الأدوات بأن تتيح لنا تحكُّمًا شخصيًّا أكبر في بيئتنا الشبكية المحيطة بنا، يُتوقَّع أيضًا أن تكون سببًا في زيادة تحكُّم المصالح الخارجية المالية والسياسية في حياتنا. وكما نُحدِّد مواقع الآخَرين، فإننا نبيح أيضًا للآخرين أن يحدِّدوا مواقعنا. وبينما نكتسب سيطرة على العالَم القابل للرسم في خرائط، فإننا نفقد السيطرة عندما نَعِي أننا جزءٌ من العالَم الذي سيُرسَم في الخرائط.
في قصيدة ويليام وردزورث الشهيرة التي تعود إلى عام 1807، يحذِّر الشاعر من أن «العالم معنا بإفراط». ويرى — من منظور حقبة أوائل القرن التاسع عشر — أن العالَم المادي الذي نشأ عن الرأسمالية قد أبعَدَنا عن روائع الطبيعة، وجعلنا غير قادرين على رؤية أشياء بالرغم من أنها نُصبَ أعيننا. نحن نفقد العالَمَ لأننا نعتقد أننا قادرون على التحكم فيه، وليس من العسير رؤية الصلة بين كلمات وردزورث القوية وتأثير الأمكنة الرَّقْمِيَّة؛ فكلما ازداد اعتمادُنا على الخريطة لتحديد مكاننا في العالَم، ازدادَتْ صعوبةُ الاستغناء عنها. إن العالَمَ معنا حقًّا، ولكنْ هل هو معنا بإفراط؟ الخريطة تصنع عالمنا، ولا تمثله فقط. لقد تشبَّعَتْ بها ثقافتنا تمامًا، حتى إن مجرد التفكير في انتزاع الخريطة ممَّا تمثِّله قد يكون أمرًا لا طائلَ منه. لكي نمضي قُدُمًا، نحتاج إلى فهم الأنظمة التي صنعناها وأفضل السبل لاستكشافها.